# Фудбалска репрезентација Србије
Фудбалска репрезентација Србије представља Србију у међународним фудбалским такмичењима. Под контролом је Фудбалског савеза Србије, управног тела за фудбал у Србији.
Највеће успехе репрезентација Србије је направила освајањем четвртог места на Светском првенству 1930. и 1962. године. Такође, два пута су играна и финала Европског првенства (1960. и 1968. године). На Олимпијском фудбалском турниру у Риму 1960. године освојена је златна медаља.
Утакмице као домаћин репрезентација Србије најчешће игра на стадиону Рајко Митић и стадиону Партизана, који се налазе у Београду. Тренутно је у изградњи Национални фудбалски стадион.
Репрезентација Србије, од 2006. године, има надимак Орлови, а пре тога је због својих препознатљивих дресова репрезентација имала надимак Плави.
Фифа и Уефа третирају репрезентацију Србије као наследницу медаља и успеха Југославије. Највише наступа за репрезентацију Србије има Душан Тадић док је најбољи стрелац Александар Митровић.

## Историја
Пре 2006. године, фудбалери Србије играли су за државе под следећим именима:
- 1918—1920.  Краљевство Срба, Хрвата и Словенаца
- 1920—1929.  Краљевина Срба, Хрвата и Словенаца
- 1929—1944.  Краљевина Југославија
- 1944—1945.  Демократска Федеративна Југославија
- 1945—1963.  Федеративна Народна Република Југославија
- 1963—1992.  Социјалистичка Федеративна Република Југославија
- 1992—2003.  Савезна Република Југославија
- 2003—2006.  Србија и Црна Гора
- 2006—данас  Србија

### Период пре Другог светског рата
Репрезентација Краљевине Југославије је своју прву службену утакмицу одиграла 1920. године против Чехословачке на 7. олимпијским играма у Антверпену и изгубила резултатом 7:0, што је, до данас, остао најубедљивији пораз. Тек састављен тим је овим поразом окончао учешће на овом Олимпијском фудбалском турниру, пошто се исти играо по куп систему. Први гол за репрезентацију Југославије постигао је први капитен репрезентације Артур Дубравчић на утакмици против Египта у Антверпену 1920. Састав тадашње репрезентације чинили су: Врђука, Жупанчић, Шифер, Тавчар, Циндрић, Рупец, Враговић, Дубравчић, Першка, Гранец, Ружић, Поробић, Шолц, Симић, Којић, док је селектор био Вељко Угринић. На наредним Олимпијским играма 1924. године у Паризу, жреб поново није био наклоњен југословенским фудбалерима. Поново су у првом колу добили једног од главних фаворита за златну медаљу, репрезентацију Уругваја.
Фудбал је у Јужној Америци у том периоду био на много већем нивоу неголи у Европи која се још увек опорављала од Великог рата. Према очекивању, Југославија је поражена, такође, резултатом 7:0. На наредним Олимпијским играма, подмлађена репрезентација одлази са намером да забележи прву победу и да се не врати кући после првог кола. Ипак, то се није догодило. Југославија је 29. маја 1928. године поражена од Португалије са 2:1 и то поготком Аугуста Силве у последњем минуту. Први погодак на неком међународном такмичењу за репрезентацију Југославије, управо на овом мечу, постигао је Мирко Боначић. Овај турнир био је увертира за прво Светско фудбалско првенство које је одржано у Уругвају 1930. године.

#### Прво Светско првенство 1930. године у Монтевидеу
Због предугачког пута, који је требало да траје више од 15 дана, наступ репрезентације на првенству био је доведен у питање, као и чињеница да би се, због истог, требало прекинути домаће првенство које је улазило у саму завршницу. Ипак на прво Светско првенство репрезентација Југославије отишла је у ослабљеном саставу, без хрватских фудбалера. Неколико месеци пре почетка првенства, ФИФА је изместила седиште Фудбалског савеза Југославије из Загреба у Београд што је био разлог да се хрватски играчи не одазову позиву селектора Бошка Симоновића, бившег голмана БСК-а и првог судије из Југославије који је судио неку међународну фудбалску утакмицу. Поред проверених домаћих фудбалера, као што су капитен Милутин Ивковић и Благоје Марјановић, селектор Симоновић се одлучио да у састав уврсти и малолетног играча БСК-а, Александра Тирнанића „Тиркета” који је головима на пријатељским мечевима са Бугарском у Београду, 13. априла 1930. године и 15. јуна исте године заслужио позив у репрезентацију.
На овом првенству нашло се тринаест репрезентација, распоређених у четири групе — једна је била сачињена од четири, а остале од по три репрезентације. Вољом жреба, селекција Југославије нашла се у групи 2 са јужноамеричким репрезентацијама: Бразилом и Боливијом.
Бразилци су, због унутрашњег раздора, играли готово искључиво само са играчима из Рио де Жанеира. Југословени су изненадили у првој утакмици групе и головима Александра Тирнанића и Ивице Бека већ на полувремену водили резултатом 2:0. Југословени су постигли и трећи гол, који им је судија поништио због офсајда у првом полувремену. У наставку, Бразил постиже гол за 2:1, до краја се игра, највише, пред голом Милована Јакшића, али се резултат није више мењао. Касније су обе екипе глатко победиле Боливију, а Југославија је прошла у полуфинале на рачун Бразилаца који нису оправдали статус носиоца. Својим поготком против Бразила, Александар Тирнанић, постао је први малолетни стрелац неког поготка на Светским првенствима. Југославија је била прва европска репрезентација која је заиграла полуфинале Светског првенства. У полуфиналу Југославија је поражена од домаћина Уругваја са 6:1. Сусрет је обележило контроверзно и непрофесионално суђење бразилског арбитра Перо Жилберта. Утакмица за треће место први и једини пут на првенству се није играла, а како је Уругвај постао шампион, Југославија је освојила бронзану медаљу. Пар година касније, ФИФА је одлучила да због боље гол разлике, селекцију Сједињених Америчких Држава води као трећепласирану на овом шампионату.

### Период од 1948. до 1992.
На Олимпијском фудбалском турниру у Лондону, 1948. године, Југославија је освојила сребрну медаљу. На Светском првенству 1950. године чији је домаћин био Бразил, Југославија је на крају, заузела пето место у генералном пласману.
На наредном великом репрезентативном такмичењу, Олимпијском фудбалском турниру у Хелсинкију 1952. године, репрезентација је у финалном сусрету одиграном 2. августа 1952. године, играла са Мађарском и изгубила 2:0. У Швајцарској на Светском првенству 1954. године у четвртфиналу „плаве” је чекао један од фаворита за титулу првака света, селекција Западне Немачке. Немци су брзо повели, већ у деветом минуту аутоголом Ивана Хорвата, а коначан резултат поставио је у 85. минуту Хелмут Ран.
На Светском првенству у Шведској 1958, поново је Југославију на путу до полуфинала чекала репрезентација Западне Немачке. У још једном неизвесном и тврдом мечу, Немачка је славила голом Хелмута Рана у 12. минуту. У финалу Европског првенства 1960, Плави су поново поражени од Совјетског Савеза са 2:1, пошто је Виктор Понедељник постигао гол у другом продужетку, тачније 113. минуту. Месец дана по окончању првог Европског првенства у фудбалу, Југославију је очекивао Олимпијски фудбалски турнир чији је домаћин била Италија. Дана 10. септембра у Риму, Југославија је против Данске већ у првом минуту дошла до вођства од 1:0 преко Милана Галића, а у 11. Жељко Матуш повећава на 2:0. Уз Галића најбољи играч турнира, Бора Костић, у 69. минуту погађа за 3:1, а Данска успева да ублажи пораз голом у задњим тренуцима меча. Југославија је заузела четврто место на Светском првенству у Чилеу 1962. године, тако је поновљен најбољи резултат из 1930. године. На Европском првенству 1968. у првом полуфиналу, Југославија је савладала репрезентацију Енглеске, голом Драгана Џајића у 86. минуту. Финални сусрет одигран је 8. јуна. Југославија је повела у 39. минуту голом Драгана Џајића, али је Анђело Доменгини изједначио у 80. минуту. После два продужетка резултат је остао непромењен. УЕФА је одлучила да шампиона Европе не одлучи бацање новчића, (Италијани су на тај начин елиминисали Совјетски Савез у полуфиналу) већ да се нови меч одигра 10. јуна. У поновљеном сусрету Италија је славила резултатом 2:0 и постала шампион Европе.
Као једна од најутицајнијих земаља тада, Југославија је организовала Европско првенство 1976. године у Београду и Загребу. На завршном турниру нашле су се још: Чехословачка, Западна Немачка и Холандија. У првом полуфиналу, Југославија је поражена од Западне Немачке после продужетка са 4:2 иако је на полувремену имала вођство од 2:0. У борби за бронзу, такође, након продужетка су поражени од Холандије са 3:2. Титулу првака Европе освојила је Чехословачка чувеним голом Паненке са једанаестерца.
После неуспеха на Европском првенству 1976. године репрезентација је пропустила два велика такмичења: Светско првенство 1978. у Аргентини и Европско првенство 1980. у Италији. Ни на наредним шампионатима репрезентација се није прославила. На Мундијалу 1982. у Шпанији завршили су такмичење у групној фази иза домаћина и Северне Ирске. Потпуни фијаско доживљен је на наредном Европском првенству 1984. године у Француској када су претрпљена сва три пораза уз гол разлику од два дата и чак десет примљених голова (сам Мишел Платини је против Југославије постигао хет - трик). Међутим, потпуно неочекивано дошла је медаља са Олимпијског фудбалског турнира исте године у Лос Анђелесу. У поприлично лакој групи Б, Југославија је савладала Камерун са 2:1, Канаду са 1:0 и Ирак са 4:2. Предвођени одличним Бориславом Цветковићем, тада играчем Динама из Загреба, Југославија је декласирала Западну Немачку у четвртфиналу са 5:2. У полуфиналу је поражена од Француске са 4:2, да би у мечу за треће место победом против Италије од 2:1, селекција обезбедила бронзану медаљу. Поред најбољег стрелца турнира, Борислава Цветковића, пажњу на себе скренуо је и тада млади Драган Стојковић.
Успех на Олимпијском фудбалском турниру био је кратког даха, пошто се репрезентација није квалификовала ни за наредно Светско првенство 1986. нити за Европско првенство 1988. године. Од 1986. године репрезентацију самостално преузима Ивица Осим и знатно је подмлађује. Репрезентација је играла добро у квалификацијама за Европско првенство 1988. године, али је два пута поражена од Енглеске и није успела да избори пласман на завршни турнир.
Окосницу репрезентације у квалификацијама за Мундијал 1990. године чинили су играчи који су у Чилеу 1987. године постали прваци света за играче до 20. година. На изузетно доминантан начин у квалификационој групи са репрезентацијама: Шкотске, Француске, Норвешке и Кипра заузета је прва позиција уз шест победа и два нерешена резултата без пораза.
Првенство је почело убедљивим поразом у групи од Западне Немачке са 4:1. Круцијалну победу Југославија је остварила у другом колу минималним тријумфом над Колумбијом, док је пласман у осмину финала оверен рутинском победом од 4:1 над Уједињеним Арапским Емиратима у трећем колу групе Д. Захваљујући сјајној партији Драгана Стојковића - Пиксија, двоструког стрелца, у осмини финала Југославија је елиминисала Шпанију са 2:1 па је први пут још од 1962. обезбеђено четвртфинале. У овој фази такмичења, испали су након извођења једанаестераца (након 120 минута голова није било) а зауставила их је Аргентина. Југославија је на овом првенству заузела пето место.
Југославија је успешно завршила и квалификације за ЕУРО 1992. године, забележивши седам победа и само један пораз (од Данске у Београду 1:2) заузела је прво место и пласирала се директно на шампионат старог континента. У оквиру ових квалификација, 31. октобра 1991. године, репрезентација је одиграла јубиларну 500. утакмицу у којој је победила Аустрију са 4:1. Састављена од играча који су били носиоци игре у домаћим клубовима, Југославија је важила за једног од фаворита на овом првенству. Међутим, непосредно пред почетак првенства, због ратног стања у земљи и ембарга на Савезну Републику Југославију остатак репрезентације, без играча из Хрватске и Босне и Херцеговине, 31. маја 1992. године суспендован је са првенства. На првенство је отишла Данска која је касније постала и шампион Европе.
Дана 23. маја 1992. године, репрезентација је остала и без селектора. После пуних шест година оставку је поднео Ивица Осим, због рата у Босни и Херцеговини.

## СР Југославија / Србија и Црна Гора
Поред суспензије са Европског првенства у Шведској, репрезентација новоформиране СР Југославије није могла да учествује у квалификацијама за Светски шампионат у САД 1994. године, а због касног укидања санкција, крајем 1994. године, пропуштен је и почетак квалификационог циклуса за Европско првенство 1996. године. Своју прву званичну утакмицу после укидања санкција, са новим селектором, Слободаном Сантрачем, Југославија је одиграла 23. децембра 1994. године у Порто Алегреу против актуелних првака света, репрезентације Бразила. Сусрет је завршен победом Бразила од 2:0. Током 1995. године, репрезентација је играла искључиво пријатељске утакмице и спремала се за нови квалификациони циклус.

#### Квалификације за Светско првенство 1998. године
Почетком 1996. године, репрезентација је доживела најнижи пласман на ФИФА ранг листи, 101. место, те као неповлашћена у групи 6 квалификација за Мундијал у Француској жребана заједно са селекцијама: Шпаније, Европског вицепрвака Чешке, Словачке, Малте и Фарских Острва. Остварено је седам победа уз један пораз од Шпаније од 2:0. Након нерешеног резултата са Шпанијом у Београду 1:1, Југославија је обезбедила другу позицију која је водила у бараж Европске зоне квалификација. Од директног конкурента за другу позицију, репрезентације Чешке, Југославија је оба пута била боља. У Београду, 1:0 и у Прагу са 2:1.
У првом мечу баража против Мађарске остварена је најубедљивија победа у историји плеј оф бараж мечева од 7:1. Реванш у Београду био је практично формалност за изабранике Слободана Сантрача. Головима Саве Милошевића и четири пута Предрага Мијатовића за победу од 5:0 и пласман на девето Светско првенство. Меч пред одлазак на првенство, Југославија је одиграла против Нигерије, 29. маја 1998. године и славила са 3:0 што је била генерална проба.

### Светско првенство у Француској 1998. године
Жреб за Светско првенство 1998. године одредио је да репрезентација игра у групи Ф са Немачком, а поред њих још су се нашле селекције САД и Ирана. У првом колу, побеђен је Иран са 1:0, а једини погодак у 73. минуту из слободног ударца постигао је Синиша Михајловић. У мечу против Немачке, „плави” су водили голом Дејана Станковића (гол је касније приписан Предрагу Мијатовићу), а на 2:0 резултат је у 52. минуту повећао Драган Стојковић. Немци су у само шест минута дошли до изједначења. Прво, аутоголом Синише Михајловића у 72. минуту, а онда и голом Оливера Бирхофа у 78. за коначних 2:2. У задњем колу, минималним резултатом побеђена је селекција САД, па је Југославија обезбедила осмину финала Светског првенства.
Као другопласирана из групе Ф, Југославију је у осмини финала чекала првопласирана селекција из групе Е, а то је била Холандија. Холанђани су били далеко бољи ривал у првом полувремену и своју иницијативу су крунисали голом у 38. минуту преко Дениса Бергкампа. Међутим, у наставку, Југославија је заиграла знатно офанзивније. У 48. минуту Слободан Комљеновић постиже изједначујући гол за 1:1. А недуго након тог гола, после дуела у шеснаестерцу, Јап Стам непрописно зауставља Владимира Југовића, а судија Хосе Гарсија Аранда показује на пенал. Најстрожу казну у водећи гол није претворио Предраг Мијатовић, већ је погодио пречку па је резултат остао нерешен све до пред крај утакмице. У судијској надокнади Едгар Давидс је постигао гол и тако елиминисао Југославију са Светског првенства. Одмах по повратку, Слободан Сантрач је поднео оставку на место селектора.

#### Квалификације за Европско првенство 2000. године
Након Светског шампионата у Француској, Југославија је дошла до шесте позиције ФИФА ранг листе, а другог шешира у жребу за Европско првенству 2000. године. У овим квалификацијама долази то првог сусрета са бившим републикама: Македонијом и Хрватском. Поред њих у групи су били још са Републиком Ирском и Малтом. Репрезентација је стартовала 18. новембра 1998. године победом над Републиком Ирском у Београду са 1:0. После лагане победе од 3:0 против Малте комплетан наставак квалификација остао је под знаком питања, јер су због НАТО бомбардовања Савезне Републике Југославије и ратног стања репрезентацији претиле нове санкције. Зато је меч трећег кола квалификација, такође против Малте, 8. јуна одигран у Грчкој на стадиону ПАОК-а, а Малта је савладана са 4:1. Меч између Хрватске и Југославије одиграо се 18. августа на београдској Маракани, завршен је без голова, а највећу пажњу привукао је нестанак струје за време меча. У наредном мечу уследио је пораз од Републике Ирске од 2:1 који је поприлично одмакао репрезентацију од ЕУРА 2000. Пет дана касније уследио је сусрет са још једном бившом југословенском републиком, Македонијом. Головима Стојковића и Савићевића (коначан резултат 3:1), Југославија се вратила у победнички ритам. Три дана касније, одигран је још један меч са Македонијом у Скопљу. У овом претпоследњем мечу квалификација су славили са резултатом 4:2, а први гол Сава Милошевића постигнут је у 12. секунди што је најбрже дати погодак у историји репрезентације. Коло пре краја, Југославија је на првој позицији групе имала бод више од Републике Ирске, а два више од Хрватске са којом се састајала у задњем колу.
Дана 9. октобра 1999. године на Максимиру у Загребу Хрватска је повела голом Алена Бокшића у 20. минуту. Изједначио је Предраг Мијатовић у 25. минуту, а шест минута касније на сличан начин, Југославија је повела голом Дејана Станковића за 2:1. Од 41. минута остали су са десеторицом на терену, пошто је због физичког контакта, после вербалне расправе са Робертом Јарним, из игре искључен Зоран Мирковић. На старту другог полувремена Хрватска постиже рани гол за 2:2, али до краја сусрета резултат се више није мењао. Захваљујући нерешеном резултату између Македоније и Републике Ирске, Југославија је задржала прву позицију и директно се пласирала на Европско првенство.

## Европско првенство 2000. године
По први пут се од 2000. године Европско првенство одржавало у две земље: Белгији и Холандији. Репрезентација Југославије се после шеснаест година вратила на Европско првенство и била је смештена у Белгији у групи Ц, заједно са репрезентацијама: Словеније, Норвешке и Шпаније.
Селектор Вујадин Бошков одлучио се да на ово првенство поведе искусан састав са само једним дебитантом, тинејџером из Партизана, Матејом Кежманом. Са репрезентацијом Словеније одигран је занимљив меч, који је на крају завршен резултатом 3:3. У много затворенијем мечу другог кола савладана је Норвешка поготком Милошевића. На овом сусрету у 87. минуту дебитовао је Матеја Кежман који је након непуног минута добио црвени картон. Ово је најбрже искључење у историји Европских првенстава. Меч задњег, трећег кола, уједно је био и најбољи на целом шампионату у избору УЕФА. Југославија је одличном игром дошла у вођство у 30. минуту, поново акцијом Друловић - Милошевић. Осам минута касније Шпанија преко Алфонса долази до изједначења. Дејан Говедарица у 50. минуту доноси ново вођство које, већ у наредном нападу, анулира Педро Мунитис за 2:2. Слободан Комљеновић је дао гол у 75. минуту за 3:2. Међутим, у судијској надокнади од пет минута Шпанци прво преко Мендијете из пенала долазе до изједначења, а у 95. минуту Алфонсо постиже гол за коначних 4:3. Захваљујући нерешеном резултату између Словеније и Норвешке, репрезентација је заузела другу позицију и пласман у четвртфинале.
У четвртфиналу Холандија је пред домаћом публиком у Ротердаму убедљиво победила са 6:1, а у 92. минуту Саво Милошевић постигао је утешни погодак. Био је то најтежи пораз репрезентације Југославије још од Светског првенства 1930. године у Уругвају када је идентичним резултатом поражена од Уругваја у полуфиналу.

#### Неуспешне квалификације за Светско и Европско првенство
Након учешћа на задња два велика такмичења предстојале су квалификације за Светско првенство у Јапану и Јужној Кореји. У групи са селекцијама: Русије, Словеније, Швајцарске, Луксембурга и Фарских Острва, репрезентација Југославије заузела је тек треће место што је било недовољно и за бараж. Имали су само један пораз у овим квалификацијама од Русије у Београду од 1:0, али и чак четири нерешена резултата. Круцијални мечеви били су са Словенијом. У Љубљани Југославија је водила до 94. минута, када је Златко Заховић својој репрезентацији обезбедио бод. Истим резултатом, 1:1, завршен је и меч у Београду чиме је репрезентација изгубила све шансе да дође макар до друге позиције и баража.
У квалификацијама за Европско првенство 2004. у Португалији репрезентација се сусрела са сменом генерација, али и селектора што није донело жељене резултате. Квалификације је почела у Напуљу ремијем са Италијом 1:1. У другом колу, головима Дарка Ковачевића и Пеђе Мијатовића побеђена је Финска у Београду. У нову 2003. годину репрезентација улази са новим именом државе: Србија и Црна Гора. Први меч под новим именом репрезентација је одиграла 12. фебруара 2003. године у Подгорици против Азербејџана. Први гол за репрезентацију државне заједнице Србије и Црне Горе, постигао је у 33. минуту из једанаестерца Предраг Мијатовић. Голом Николе Лазетића деловало је да је питање победника решено, али је Гурбан Гурбанов уз два поготка шокирао све на стадиону „Под Горицом” и донео својој земљи тек други нерешен резултат у историји. У четвртом колу квалификација Финска је нанела тежак пораз „плавима” од 3:0 и свела шансе за пласман на Европско првенство на минимум. У наредном сусрету Србије и Црне Горе и Азербејџана, 11. јуна 2003. године, Азербејџан је у Бакуу дошао и до прве победе у својој историји. Поново је селекција Србије и Црне Горе водила и то до 88. минута са 1:0, али су онда Гурбан Гурбанов и Исмаилов преокренули резултат. Након овог пораза репрезентација Србије и Црне Горе изгубила је све шансе да се домогне макар другог места на табели квалификационе групе. У преостала три кола са најјачим ривалима, репрезентација није доживела ниједан пораз. Оба пута је савладан Велс са 1:0 у Београду и 3:2 у Кардифу. Други меч са Италијом завршен је као и први, нерешеним резултатом 1:1.

#### Квалификације за Светско првенство 2006. године
После два неуспела циклуса квалификација, репрезентација је почела квалификације за Светско првенство 2006. године чији је домаћин била Немачка. Репрезентација је била смештена у квалификациону групу са: Шпанијом, Белгијом, Литванијом, Босном и Херцеговином и аутсајдером Сан Марином. После пензионисања Мијатовића за новог капитена именован је Саво Милошевић.
Репрезентација Србије и Црне Горе стартовала је победом над Сан Марином од 3:0, да би 9. октобра по први пут играла са Босном и Херцеговином. У том мечу голова није било. У трећем колу декласиран је на Сан Марино са 5:0, а прави испит за ову репрезентацију био је завршни меч у 2004. години, дуел са Белгијом. По изузетно кишном времену у Бриселу, Србија и Црна Гора прва је припретила и преко Звонимира Вукића дошла у вођство већ у 8. минуту игре. У 60. минуту Матеја Кежман постиже други гол. Први меч у 2005. години репрезентација је имала 30. марта и то против Шпаније. На препуној „Маракани”, Шпанија је створила више шанси, али голова није било. У наредном сусрету против Белгије, по сличном рецепту, селекција Србије и Црне Горе се, пре свега, сконцентрисала да сачува свој гол, па је и тај меч завршен без победника 0:0. У наредном мечу је остварена рутинска победа на Литванијом од 2:0, па је постало извесно да се репрезентација може пласирати на Светско првенство. У мечу са Шпанијом, савладан је први голман репрезентације Драгослав Јеврић. У 19. минуту меча на „Висенте Калдерону” у Мадриду Јеврића је савладао Раул Гонзалез. Офанзивнија тактика Србије и Црне Горе у другом полувремену се исплатила, па је из прве праве прилике, Матеја Кежман донео изједначење у 69. минуту за 1:1. Након овог ремија, репрезентација је остала у трци за директан одлазак на Мундијал. У предзадњем колу у Виљнусу, без већих проблема је поново са 2:0, побеђена Литванија. Одлука о директном одласку на првенство пала је 12. октобра 2005. године на „Маракани” против Босне и Херцеговине. И овај сусрет био је испраћен великим тензијама, јер су навијачи у Београду желели да се реванширају за „дочек” у Сарајеву годину дана пре. Већ у 8. минуту, након једног центаршута, Никола Жигић спушта лопту за Кежмана који погађа за 1:0 што ће, испоставило се, бити и једини гол на овом мечу. Као првопласирана репрезентација је изборила директан одлазак на Светско првенство у Немачку.
У оквиру ових квалификација Србија и Црна Гора се на историјски начин пласирала на Светско првенство: без иједног пораза и са само једним примљеним голом.

#### Светско првенство у Немачкој 2006. године
Неколико недеља пре почетка првенства, 21. маја 2006.година Црна Гора се на референдуму о независности отцепила од Србије. Ипак, одлуком свих у савезу, на првенство се отишло, по последњи пут, под именом Србија и Црна Гора, иако је, као и на Европском првенству за ватерполисте исте године, Србија могла да наступи као независна. У групи Ц на првенству, селекција Србије и Црне Горе била је смештена заједно са: Аргентином, Холандијом и дебитантом репрезентацијом Обале Слоноваче.
Први меч, против Холандије завршен је победом „Лала”, пошто је у 18. минуту Арјен Робен постигао погодак. До краја сусрета, Србија и Црна Гора је створила већи број прилика, била близу изједначења, али се резултат није мењао. Меч другог кола донео је прави дебакл репрезентације, Аргентинци су повели већ у шестом минуту преко Максија Родригеза, а до краја постигли чак шест голова и тако у сенку бацили импресивну одбрану коју је Србија и Црна Гора имала у квалификацијама. Шести гол за Аргентину био је уједно и први на Светским фудбалским првенствима, тада младог Лионела Месија. У задњем мечу без резултатског значаја против Обале Слоноваче, Србија и Црна Гора је одлично стартовала. Никола Жигић и Саша Илић су до 20. минута већ довели репрезентацију у вођство. Међутим, уз два поготка Аруна Диндандеа у 37. и 67. минуту дебитант на шампионату се, резултатски вратио у сусрет. У 86. минуту досуђен је још један једанаестерац за Обалу Слоноваче који у победнички гол претвара Бонавентура Калу.
На овом шампионату по последњи пут је интонирана химна „Хеј, Словени”, а Саво Милошевић постао је први репрезентативац који је одиграо 100. утакмица за национални тим.

## Након разлаза Србије и Црне Горе
Одмах по окончању Светског првенства у Немачкој кренуло је формирање тима за наредну рунду квалификација (Србија је наследила континуитет такмичења, успехе и медаље бивших република). Са места селектора смењен је Илија Петковић, а доведен шпански стручњак Хавијер Клементе. По први пут репрезентација је заиграла у црвеној гарнитури дресова, а надимак „Плави” брзо је замењен надимком „Орлови”. Доста је проблема било око склапања екипе, јер се неки играчи још увек нису били изјаснили за коју ће репрезентацију наступати: Србију или Црну Гору која је тек од 2008. године почињала квалификације.
Србија је прву утакмицу под овим именом одиграла 21. јула 2006. године у чешком граду Ухерско Храдиште на опроштајном мечу Павела Недведа против репрезентације Чешке. Идеја је била да се понови ситуација као и 1920. године када је први, историјски меч тадашња Краљевина Срба, Хрвата и Словенаца одиграла против Чехословачке, а и после Другог светског рата, такође је прва званична утакмица била против истог противника. Хавијер Клементе је извео следећу поставу: голман, Владимир Стојковић, одбрана, Милан Степанов, Милан Бишевац, Марјан Марковић, Александар Луковић, средина терена, Огњен Короман, Саша Илић, Дејан Станковић, Игор Дуљај и напад, Данко Лазовић, Марко Пантелић.
Чешка је повела у 3. минуту голом Штајнера, да би Данко Лазовић у 41. донео изједначење и постао први стрелац за независну Србију. Марко Пантелић у 54. минуту постиже гол за 2:1, а коначан резултат поставља резервиста, Александар Тришовић у 74. минуту за коначних 3:1. На крилима ове победе, „Орлови” су се окренули квалификацијама за Европско првенство 2008. године.

#### Квалификације за Европско првенство 2008. године
У потпуно новом руху Србија је кренула у квалификације за Европско првенство 2008. године. По први пут Србија се нашла у групи која је имала чак осам селекција, а поред Србије у групи А још су биле репрезентације: Белгије, Португала, Пољске, Финске, Азербејџана, Јерменије и Казахстана. У првом сусрету савладана је, по први пут у историји, селекција Азербејџана са 1:0. на „Маракани”. Након стартне победе, до краја 2006. године, „Орлови” су ремизирали са Пољском у Варшави 1:1, те савладали Белгију у Београду са 1:0 (голом Николе Жигића) и рутински у Београду поразили Јерменију са 3:0. 2006. годину Србија је завршила као лидер квалификационе групе А. Међутим, 24. марта 2007. уследио је нови лош резултат, репрезентација Казахстана савладала је „Орлове” у Астани са 2:1. У наредном мечу, Србија је пружила добар отпор Португалцима (резултат 1:1), а у трку за одлазак на Европско првенство враћају се после победе над Финском од 2:0 у Хелсинкију. Наредни меч био је преломни у овим квалификацијама. Отписана и подмлађена Белгија у Бриселу је са 3:2 савладала Србију. Једини на висини задатка био је Здравко Кузмановић чији су дебитантски голови били недовољни да се дође до макар једног бода. Србија није успела да у наредном мечу савлада Финску у Београду, а у сусрету против Португалије у Лисабону голом Бранислава Ивановића у 88. минуту, обезбеђен је нерешен резултат 1:1. Пресудни кикс догодио се у наредном колу у Јерменији. Србија је и даље имала проблем са ефикасношћу против селекција које су биле базиране на ултра дефанзиви, па је дуел у Јеревану завршен без голова. Цех те неефикасности у пресудним тренуцима ових квалификација платио је Азербејџан који је у наредном колу декласиран са 6:1 и тако је, делимично, наплаћен дуг овој репрезентацији за квалификације из 2003. године. Пошто је Пољска савладала Белгију са 2:0, директни окршај између Србије и Пољске одлучивао је о другој позицији и пласману на ЕУРО 2008. Пољска је головима Муравског и Матушијака водила и током већег меча имала контролу сусрета. У интервалу од два минута „Орлови” су дошли до изједначења. Оба пута након центаршута Тошића, прво је Никола Жигић смањио на 2:1, а затим је и Данко Лазовић вратио Србију резултатски у меч. Потпуни преокрет је изостао, а један од разлога је и никада мања посета на „Маракани” за овако важан меч (свега 3000 навијача). Ипак, званично најмању посету репрезентација је имала у задњем мечу ових квалификација. Пирову победу над репрезентацијом Казахстана на стадиону ЈНА пратило је свега 400. гледалаца. Након ових квалификација које су остале обележене киксевима против Казахстана и Јерменије, Хавијер Клементе је поднео оставку.
| Табела групе А | Табела групе А | Табела групе А | Табела групе А | Табела групе А | Табела групе А | Табела групе А | Табела групе А | Табела групе А | Табела групе А |  |        |             |        |        |         |           |           |            |  | Домаћи | Домаћи | Домаћи | Домаћи | Домаћи | Домаћи | Домаћи | Гости | Гости | Гости | Гости | Гости | Гости | Гости |
|                | Репрезентација | И              | Д              | Н              | И              | ДГ             | ПГ             | ГР             | Бод.           |  | Пољска | Португалија | Србија | Финска | Белгија | Казахстан | Јерменија | Азербејџан |  | И      | Д      | Н      | И      | ДГ     | ПГ     | Бод.   | И     | Д     | Н     | И     | ДГ    | ПГ    | Бод.  |
| 1.             | Пољска         | 14             | 8              | 4              | 2              | 24             | 12             | +12            | 28             |  | —      | 2:1         | 1:1    | 1:3    | 2:0     | 3:1       | 1:0       | 5:0        |  | 7      | 5      | 1      | 1      | 15     | 6      | 16     | 7     | 3     | 3     | 1     | 9     | 6     | 12    |
| 2.             | Португал       | 14             | 7              | 6              | 1              | 24             | 10             | +14            | 27             |  | 2:2    | —           | 1:1    | 0:0    | 4:0     | 3:0       | 1:0       | 3:0        |  | 7      | 4      | 3      | 0      | 14     | 3      | 15     | 7     | 3     | 3     | 1     | 10    | 7     | 12    |
| 3.             | Србија         | 14             | 6              | 6              | 2              | 22             | 11             | +11            | 24             |  | 2:2    | 1:1         | —      | 0:0    | 1:0     | 1:0       | 3:0       | 1:0        |  | 7      | 4      | 3      | 0      | 9      | 3      | 15     | 7     | 2     | 3     | 2     | 13    | 8     | 9     |
| 4.             | Финска         | 14             | 6              | 6              | 2              | 13             | 7              | +6             | 24             |  | 0:0    | 1:1         | 0:2    | —      | 2:0     | 2:1       | 1:0       | 2:1        |  | 7      | 4      | 2      | 1      | 8      | 5      | 14     | 7     | 2     | 4     | 1     | 5     | 2     | 10    |
| 5.             | Белгија        | 14             | 5              | 3              | 6              | 14             | 16             | −2             | 18             |  | 0:1    | 1:2         | 3:2    | 0:0    | —       | 0:0       | 3:0       | 3:0        |  | 7      | 3      | 2      | 2      | 10     | 5      | 11     | 7     | 2     | 1     | 4     | 4     | 11    | 7     |
| 6.             | Казахстан      | 14             | 2              | 4              | 8              | 11             | 21             | −10            | 10             |  | 0:1    | 1:2         | 2:1    | 0:2    | 2:2     | —         | 1:2       | 1:1        |  | 7      | 1      | 2      | 4      | 7      | 11     | 5      | 7     | 1     | 2     | 4     | 4     | 10    | 5     |
| 7.             | Јерменија      | 12             | 2              | 3              | 7              | 4              | 13             | −9             | 9              |  | 1:0    | 1:1         | 0:0    | 0:0    | 0:1     | 0:1       | —         | X          |  | 6      | 1      | 3      | 2      | 2      | 3      | 6      | 6     | 1     | 0     | 5     | 2     | 10    | 3     |
| 8.             | Азербејџан     | 12             | 1              | 2              | 9              | 6              | 28             | −22            | 5              |  | 1:3    | 0:2         | 1:6    | 1:0    | 0:1     | 1:1       | X         | —          |  | 6      | 1      | 1      | 4      | 4      | 13     | 4      | 6     | 0     | 1     | 5     | 2     | 15    | 1     |

#### Квалификације за Светско првенство 2010.
Крајем августа 2008. на место селектора доведен је Радомир Антић, са циљем да се репрезентација квалификује за Светско првенство у Јужној Африци 2010. године. Репрезентацији су придружени и играчи који су у младој репрезентацији 2007. године освојили сребрну медаљу на првенству Европе. Уз њих, Антић је одлучио да већу минутажу да Милану Јовановићу који је пружао сјајне партије у Стандард Лијежу.
На клупи Србије, Антић је дебитовао против Фарских Острва и забележио победу од 2:0. Наредну утакмицу у квалификацијама Србија је одиграла на Стад де Франс против Француске и упркос одличној игри поражена 2:1. Дана 11. октобра Србија је победила Литванију 3:0. која је до те утакмице имала две победе и то без примљеног гола. Четири дана касније, Србија је победила Аустрију 3:1 на стадиону Ернст Хапел у Бечу.
Дана 28. марта 2009. године, Србија је победила репрезентацију Румуније са 3:2 у Констанци. Дана 6. јуна Србија је, поново победила Аустрију са 1:0 на „Маракани” пред 55 хиљада гледалаца, што је био најбољи показатељ да се поверење у репрезентацију вратило. Након нове, рутинске победе од 2:0 против Фарских Острва, уследио је меч за прву позицију у групи, против Француске. Србија је током целих квалификација играла веома добро, за разлику од Француске која је оба пута одиграла нерешено са Румунијом, а од Аустрије је у Бечу била и поражена. Чак су „Галски петлови” минималним резултатом савладали аутсајдере, Литванију и Фарска Острва.
Одлучујући меч за лидерску позицију у групи Србија је имала 9. септембра 2009. године на препуној „Маракани”. Већ у деветом минуту искључен је голман Француске Уго Љорис и досуђен је једанаестерац за Србију. Вођство „Орловима” донео је Ненад Милијаш. Са играчем мање у наставку сусрета, Французи су ређали шансе једну за другом, а у 36. минуту Тијери Анри доноси изједначење. На крају је овај меч и завршен без победника резултатом 1:1 највише захваљујући одличној одбрани којом је командовао Немања Видић у то време најбољи штопер света.
Србија је оверила одлазак на Мундијал наредном утакмицом на свом терену, 10. октобра декласирана је Румунија са чак 5:0 у мечу где је „Орловима” све ишло од руке. На овом сусрету засијао је Милан Јовановић стрелац четвртог и петог гола. Јовановић је са укупно пет датих голова био најбољи стрелац у овим квалификацијама и испоставио се као прави избор селектора Антића. У задњем сусрету ових квалификација Србија је поражена од Литваније са 2:1, уз два сумњиво досуђена једанаестерца за домаћу селекцију.
| Табела групе 7 | Табела групе 7 | Табела групе 7 | Табела групе 7 | Табела групе 7 | Табела групе 7 | Табела групе 7 | Табела групе 7 | Табела групе 7 | Табела групе 7 |  |        |           |          |           |          |               |  | Домаћи | Домаћи | Домаћи | Домаћи | Домаћи | Домаћи | Домаћи | Гости | Гости | Гости | Гости | Гости | Гости | Гости |
|                | Репрезентација | И              | Д              | Н              | И              | ДГ             | ПГ             | ГР             | Бод.           |  | Србија | Француска | Аустрија | Литванија | Румунија | Фарска Острва |  | И      | Д      | Н      | И      | ДГ     | ПГ     | Бод.   | И     | Д     | Н     | И     | ДГ    | ПГ    | Бод.  |
| 1.             | Србија         | 10             | 7              | 1              | 2              | 22             | 8              | +14            | 22             |  | —      | 1:1       | 1:0      | 3:0       | 5:0      | 2:0           |  | 5      | 4      | 1      | 0      | 12     | 1      | 13     | 5     | 3     | 0     | 2     | 10    | 7     | 9     |
| 2.             | Француска      | 10             | 6              | 3              | 1              | 18             | 9              | +9             | 21             |  | 2:1    | —         | 3:1      | 1:0       | 1:1      | 5:0           |  | 5      | 4      | 1      | 0      | 12     | 3      | 13     | 5     | 2     | 2     | 1     | 6     | 6     | 8     |
| 3.             | Аустрија       | 10             | 4              | 2              | 4              | 14             | 15             | −1             | 14             |  | 1:3    | 3:1       | —        | 2:1       | 2:1      | 3:1           |  | 5      | 4      | 0      | 1      | 11     | 7      | 12     | 5     | 0     | 2     | 3     | 3     | 8     | 2     |
| 4.             | Литванија      | 10             | 4              | 0              | 6              | 10             | 11             | −1             | 12             |  | 2:1    | 0:1       | 2:0      | —         | 0:1      | 1:0           |  | 5      | 3      | 0      | 2      | 5      | 3      | 9      | 5     | 1     | 0     | 4     | 5     | 8     | 3     |
| 5.             | Румунија       | 10             | 3              | 3              | 4              | 12             | 18             | −6             | 12             |  | 2:3    | 2:2       | 1:1      | 0:3       | —        | 3:1           |  | 5      | 1      | 2      | 2      | 8      | 10     | 5      | 5     | 2     | 1     | 2     | 4     | 8     | 7     |
| 6.             | Фарска Острва  | 10             | 1              | 1              | 8              | 5              | 20             | −15            | 4              |  | 0:2    | 0:1       | 1:1      | 2:1       | 0:1      | —             |  | 5      | 1      | 1      | 3      | 3      | 6      | 4      | 5     | 0     | 0     | 5     | 2     | 14    | 0     |

| Датум               | Место                   | Гледалаца | Противник     | Резултат | Стрелци за Србију                                                 |
| 6. септембар 2008.  | Београд, Србија         | 9.615     | Фарска Острва | 2:0      | Јакобсен (30.) (а. г.) Жигић (88.)                                |
| 10. септембар 2008. | Сен Дени, Француска     | 53.027    | Француска     | 1:2      | Ивановић (75.)                                                    |
| 11. октобар 2008.   | Београд, Србија         | 22.000    | Литванија     | 3:0      | Ивановић (6.) Красић (34.) Жигић (82.)                            |
| 15. октобар 2008.   | Беч, Аустрија           | 47.998    | Аустрија      | 3:1      | Красић (15.) Јовановић (18.) Обрадовић (24.)                      |
| 28. март 2009.      | Констанца, Румунија     | 15.000    | Румунија      | 3:2      | Јовановић (18.) Стојка (44.) (а.г.) Ивановић (59.)                |
| 6. јун 2009.        | Београд, Србија         | 52.000    | Аустрија      | 1:0      | Милијаш (7. пен.)                                                 |
| 10. јун 2009.       | Торсхавн, Фарска Острва | 2.896     | Фарска Острва | 2:0      | Јовановић (44.) Суботић (69.)                                     |
| 9. септембар 2009.  | Београд, Србија         | 49.456    | Француска     | 1:1      | Милијаш (12. пен.)                                                |
| 10. октобар 2009.   | Београд, Србија         | 39.839    | Румунија      | 5:0      | Жигић (37.) Пантелић (50.) Кузмановић (78.) Јовановић (87, 90+3.) |
| 14. октобар 2009.   | Каунас, Литванија       | 2.000     | Литванија     | 1:2      | Тошић (60.)                                                       |

## Светско првенство у Јужној Африци 2010. године
Своје једанаесто учешће на Светским првенствима, Србија је почела 13. јуна против Гане на Лофтус Версфелд стадиону у Преторији и изгубила резултатом 1:0. Орлови су играли са играчем мање од 74. минута, јер је Александар Луковић добио други жути картон и примили гол са пенала у 85. минуту након играња руком у шеснаестерцу Здравка Кузмановића.
Након тог пораза, чекао их је један од фаворита за освајање, селекција Немачке. На Нелсон Мандела Беј стадиону у Гебехи (Порт Елизабет) Србија је повела голом Милана Јовановића у 38. минуту. На руку српских играча ишло је и искључење Мирослава Клосеа у 12. минуту меча. Ипак, да сусрет не протекне без додатних узбуђења, побринуо се Немања Видић. У скоро прекопираној ситуацији као из првог меча када је Здравко Кузмановић играо руком у казненом простору, овога пута то је урадио тада најбољи дефанзивац планете, па је Немачка имала једанаестерац у 60. минуту. Најстрожу казну у погодак није претворио Лукас Подолски пошто је његов ударац одбранио Владимир Стојковић. Он је тако постао први голман Србије који је одбранио једанаестерац неком играчу на Светском првенству (Томислав Ивковић одбранио је једанаестерац Марадони тек у пенал серији на Мундијалу 1990. године). До краја сусрета, Србија је створила још једну одличну прилику, али је Никола Жигић погодио пречку па се резултат није променио.
У завршном трећем колу групе Д, 23. јуна, Србија је против Аустралије у првом полувремену пропустила неколико одличних прилика да поведе. „Кенгури” су повели са 1:0 из прве праве прилике у 69. минуту преко Тима Кахила, да би четири минута касније, Холман постигао и други гол за Аустралију. Тек у 84. минуту, након ударца Зорана Тошића, гол за Србију на тој утакмици је постигао Марко Пантелић. Србија је тако ово првенство завршила на 23. месту.

#### Квалификације за Европско првенство 2012. године
Са истим селектором и комплетно очуваним тимом са Светског првенства, Србија је почела квалификације за Европско првенство 2012. са жељом да се после дванаест година домогне континенталног такмичења. Жреб је сместио у групу Ц, заједно са селекцијама: Италије, Северне Ирске, Естоније, Словеније и поново Фарским Острвима.
На старту квалификација за Европско првенство 2012. забележила је победу од 3:0. против Фарских Острва. Дана 7. септембра 2010. године, Србија је одиграла нерешено (1:1) са Словенијом у Београду. Занимљиво да је ово био пети сусрет Србије и Словеније и сваки је завршен био без победника.
Недељу дана касније још од Светског првенства затегнут однос на релацији Радомир Антић — Фудбалски савез Србије, кулминирао је раскидом уговора са Антићем, а на његово место доведен је Владимир Петровић Пижон. Замена селектора оставила је последице на тим, па је 8. октобра Србија неочекивано изгубила од Естоније и то са 1:3 у Београду. Четири дана касније, меч између Србије и Италије је прекинут у 7. минуту због нереда на трибинама које су проузроковали српски навијачи. УЕФА је одлучила да утакмица буде регистрована службеним резултатом 3:0 у корист Италије. Прву победу у квалификацијама, на клупи Србије, Пижон је забележио 25. марта 2011. године против Северне Ирске. Дана 11. октобра 2011. Србији је била потребна победа против Словеније да би отишла у бараж. Србија је примила бизаран гол у финишу првог полувремена са скоро половине терена, а у другом полувремену Немања Видић је лоше извео једанаестерац који је, без проблема, зауставио Самир Ханданович. Србија је завршила на трећем месту у групи са 4 победе, 3 ремија и 3 пораза. После утакмице са Словенијом, смењен је Пижон, а доведен Радован Ћурчић. Ћурчић је био привремени носилац дужности селектора.
После те утакмице из националног тима су се повукли капитен Дејан Станковић и најбољи дефанзивац планете у том тренутку Немања Видић. Нови капитен репрезентације постао је Бранислав Ивановић.
| Табела групе Ц | Табела групе Ц | Табела групе Ц | Табела групе Ц | Табела групе Ц | Табела групе Ц | Табела групе Ц | Табела групе Ц | Табела групе Ц | Табела групе Ц |  |         |          |        |           |               |               |  | Домаћи | Домаћи | Домаћи | Домаћи | Домаћи | Домаћи | Домаћи | Гости | Гости | Гости | Гости | Гости | Гости | Гости |
|                | Репрезентација | И              | Д              | Н              | И              | ДГ             | ПГ             | ГР             | Бод.           |  | Италија | Естонија | Србија | Словенија | Северна Ирска | Фарска Острва |  | И      | Д      | Н      | И      | ДГ     | ПГ     | Бод.   | И     | Д     | Н     | И     | ДГ    | ПГ    | Бод.  |
| 1.             | Италија        | 10             | 8              | 2              | 0              | 20             | 2              | +18            | 26             |  | —       | 3:0      | 3:0    | 1:0       | 3:0           | 5:0           |  | 5      | 5      | 0      | 0      | 15     | 0      | 15     | 5     | 3     | 2     | 0     | 5     | 2     | 11    |
| 2.             | Естонија       | 10             | 5              | 1              | 4              | 15             | 14             | +1             | 16             |  | 1:2     | —        | 1:1    | 0:1       | 4:1           | 2:1           |  | 5      | 2      | 1      | 2      | 8      | 6      | 7      | 5     | 3     | 0     | 2     | 7     | 8     | 9     |
| 3.             | Србија         | 10             | 4              | 3              | 3              | 13             | 12             | +1             | 15             |  | 1:1     | 1:3      | —      | 1:1       | 2:1           | 3:1           |  | 5      | 2      | 2      | 1      | 8      | 7      | 8      | 5     | 2     | 1     | 2     | 5     | 5     | 7     |
| 4.             | Словенија      | 10             | 4              | 2              | 4              | 11             | 7              | +4             | 14             |  | 0:1     | 1:2      | 1:0    | —         | 0:1           | 5:1           |  | 5      | 2      | 0      | 3      | 7      | 5      | 6      | 5     | 2     | 2     | 1     | 4     | 2     | 8     |
| 5.             | Северна Ирска  | 10             | 2              | 3              | 5              | 9              | 13             | −4             | 9              |  | 0:0     | 1:2      | 0:1    | 0:0       | —             | 4:0           |  | 5      | 1      | 2      | 2      | 5      | 3      | 5      | 5     | 1     | 1     | 3     | 4     | 10    | 4     |
| 6.             | Фарска Острва  | 10             | 1              | 1              | 8              | 6              | 26             | −20            | 4              |  | 0:1     | 2:0      | 0:3    | 0:2       | 1:1           | —             |  | 5      | 1      | 1      | 3      | 3      | 7      | 4      | 5     | 0     | 0     | 5     | 3     | 19    | 0     |

#### Квалификације за Светско првенство 2014. године
У априлу 2012. Синиша Михајловић је постао селектор Србије са циљем да се репрезентација пласира на Мундијал у Бразилу 2014. године.
Дана 8. септембра 2012. Србија је на старту квалификација за Светско првенство 2014. одиграла нерешено 0:0 против Шкотске у Глазгову. Три дана касније, Србија је остварила једну од најубедљивијих победа у историји репрезентације са 6:1 против Велса у Новом Саду, што је изазвало одушевљење домаће јавности. То одушевљење било је кратког трајања јер је уследио низ од три пораза у квалификацијама: против Белгије у Београду 0:3, против Македоније у Скопљу 1:0 и против Хрватске у Загребу 2:0, чиме је репрезентација на половини квалификација изгубила шансе да се квалификује за првенство.
Други део квалификација, лишен било какве реалне неизвесности са надом да се Србија може домоћи макар другог места, донео је, резултатски, много боље партије „Орлова” уз само један пораз од Белгије у Бриселу са 2:1. На гостовању је савладан Велс са 3:0, побеђена је још једна селекција са острва, Шкотска са 2:0, а посебну пажњу привукао је нови сусрет са Хрватском. Иако су гости водили током већег дела меча у 66. минуту, након центаршута Сулејманија, најбољи у скоку је био Александар Митровић који доноси изједначење.
Србија је у последњој утакмици квалификација декласирала Македонију 5:1 у Јагодини. Орлови су завршили на трећем месту у групи са 4 победе, 2 ремија и 4 пораза. По завршетку квалификација Синиша Михајловић је напустио клупу репрезентације, а привремени носилац дужности селектора био је Љубинко Друловић.
| Табела групе А | Табела групе А | Табела групе А | Табела групе А | Табела групе А | Табела групе А | Табела групе А | Табела групе А | Табела групе А | Табела групе А |  |         |          |        |         |      |                    |  | Домаћи | Домаћи | Домаћи | Домаћи | Домаћи | Домаћи | Домаћи | Гости | Гости | Гости | Гости | Гости | Гости | Гости |
|                | Репрезентација | И              | Д              | Н              | И              | ДГ             | ПГ             | ГР             | Бод.           |  | Белгија | Хрватска | Србија | Шкотска | Велс | Северна Македонија |  | И      | Д      | Н      | И      | ДГ     | ПГ     | Бод.   | И     | Д     | Н     | И     | ДГ    | ПГ    | Бод.  |
| 1.             | Белгија        | 10             | 8              | 2              | 0              | 18             | 4              | +14            | 26             |  | —       | 1:1      | 2:1    | 2:0     | 1:1  | 1:0                |  | 5      | 3      | 2      | 0      | 7      | 3      | 11     | 5     | 5     | 0     | 0     | 11    | 1     | 15    |
| 2.             | Хрватска       | 10             | 5              | 2              | 3              | 12             | 9              | +3             | 17             |  | 1:2     | —        | 2:0    | 0:1     | 2:0  | 1:0                |  | 5      | 3      | 0      | 2      | 6      | 3      | 9      | 5     | 2     | 2     | 1     | 6     | 6     | 8     |
| 3.             | Србија         | 10             | 4              | 2              | 4              | 18             | 11             | +7             | 14             |  | 0:3     | 1:1      | —      | 2:0     | 6:1  | 5:1                |  | 5      | 3      | 1      | 1      | 14     | 6      | 10     | 5     | 1     | 1     | 3     | 4     | 5     | 4     |
| 4.             | Шкотска        | 10             | 3              | 2              | 5              | 8              | 12             | −4             | 11             |  | 0:2     | 2:0      | 0:0    | —       | 1:2  | 1:1                |  | 5      | 1      | 2      | 2      | 4      | 5      | 5      | 5     | 2     | 0     | 3     | 4     | 7     | 6     |
| 5.             | Велс           | 10             | 3              | 1              | 6              | 9              | 20             | −11            | 10             |  | 0:2     | 1:2      | 0:3    | 2:1     | —    | 1:0                |  | 5      | 2      | 0      | 3      | 4      | 8      | 6      | 5     | 1     | 1     | 3     | 3     | 5     | 4     |
| 6.             | Македонија     | 10             | 2              | 1              | 7              | 7              | 16             | −9             | 7              |  | 0:2     | 1:2      | 1:0    | 1:2     | 2:1  | —                  |  | 5      | 2      | 0      | 3      | 5      | 7      | 6      | 5     | 0     | 1     | 4     | 2     | 9     | 1     |

#### Квалификације за Европско првенство 2016. године
Непосредно пред почетак квалификација за Европско првенство 2016. тадашњи председник УЕФЕ, Мишел Платини, доноси одлуку да се уместо досадашњих 16 на првенство пласирају 24 репрезентације. То је значило да из сваке квалификационе групе директно на шампионат одлазе прве две репрезентације, док трећепласиране иду у бараж. Србија је на жребу била у јединој групи са пет селекција, а ту су се још налазиле репрезентације: Португалије, Данске, Јерменије и Албаније.
У јулу 2014. холандски стручњак Дик Адвокат, преузео је дужност селектора Србије и постао други странац на клупи „Орлова”. Холанђанин је дебитовао на клупи Србије 7. септембра у пријатељском мечу против Француске.
Србија је ремијем започела квалификације за Европско првенство 2016. против Јерменије у Јеревану, а гол за Србију на тој утакмици постигао је Зоран Тошић у 90. минуту. Три дана касније, Србија је дочекала Албанију у 2. колу квалификација. У 41. минуту меча, изнад стадиона ЈНА појавио се дрон (летелица на даљинско управљање) за који је била закачена застава са мапом такозване велике Албаније. Дрон са заставом је надлетао терен неколико минута, што је изазвало велико негодовање, звиждуке и скандирање српских навијача. Судија је прекинуо меч због улетања дрона. У једном тренутку, српски фудбалер Стефан Митровић је ухватио заставу. Стефан је скинуо заставу и хтео је да се утакмица настави, а албански фудбалери су га напали. Дисциплинска комисија Уефе одлучила је 24. октобра да после прекида квалификационе утакмице за пласман на Европско првенство у фудбалу 2016. између Србије и Албаније казни српску репрезентацију одузимањем три бода, али је меч регистрован службеним резултатом 3:0. у корист српске репрезентације, пошто су Албанци одбили да се врате на терен. Међутим, ову одлуку је 10. јула 2015. оспорио Суд за спортску арбитражу у Лозани, који је наложио да се утакмица региструје са 3ː0 у корист албанске репрезентације, али да се и поред тога српској репрезентацији одузму три бода чиме је Србија, по први пут у историји, била у минусу са бодовима на табели (- 2 бода). Годинама уназад УЕФА је одређене земље са напетом политичком ситуацијом (пример Русије и Грузије) жребала у одвојене групе, а на питање зашто то није урађено и у случају са Србијом и Албанијом председник Мишел Платини образложио је чињеницом да „Србија и Албанија никада нису ратовале једна против друге, па зато нису ни биле раздвојене у жребу”.
После пораза од Данске, ФСС и Дик Адвокат су споразумно раскинули уговор, а за новог селектора је изабран Радован Ћурчић.
Дана 4. септембра 2015. Србија је победила Јерменију са 2:0 и остварила прву победу у квалификацијама. Србија је победила Албанију са 2:0 у Елбасану, головима Александра Коларова и Адема Љајића у судијској надокнади у мечу без резултатског значаја, али такође и сусрету препуном нових набоја. У последњем мечу квалификација, Србија је поражена од Португалије резултатом 1:2 у Београду. Гол за Србију на том мечу постигао је Зоран Тошић и са 3 поготка је био најбољи стрелац репрезентације Србије у овим квалификацијама и други стрелац групе, са 2 поготка мање од Кристијана Роналда. Србија је завршила на претпоследњем месту у групи И, са 2 победе, 1 ремијем и 5 пораза, са гол разликом 8:13.
| Табела групе И | Табела групе И | Табела групе И | Табела групе И | Табела групе И | Табела групе И | Табела групе И | Табела групе И | Табела групе И | Табела групе И |  |             |          |        |        |           |  | Домаћи | Домаћи | Домаћи | Домаћи | Домаћи | Домаћи | Домаћи | Гости | Гости | Гости | Гости | Гости | Гости | Гости |
|                | Репрезентација | И              | Д              | Н              | И              | ДГ             | ПГ             | ГР             | Бод.           |  | Португалија | Албанија | Данска | Србија | Јерменија |  | И      | Д      | Н      | И      | ДГ     | ПГ     | Бод.   | И     | Д     | Н     | И     | ДГ    | ПГ    | Бод.  |
| 1.             | Португал       | 8              | 7              | 0              | 1              | 11             | 5              | +6             | 21             |  | —           | 0:1      | 1:0    | 2:1    | 1:0       |  | 4      | 3      | 0      | 1      | 4      | 2      | 9      | 4     | 4     | 0     | 0     | 7     | 3     | 12    |
| 2.             | Албанија       | 8              | 4              | 2              | 2              | 10             | 5              | +5             | 14             |  | 0:1         | —        | 1:1    | 0:2    | 2:1       |  | 4      | 1      | 1      | 2      | 3      | 5      | 4      | 4     | 3     | 1     | 0     | 7     | 0     | 10    |
| 3.             | Данска         | 8              | 3              | 3              | 2              | 8              | 5              | +3             | 12             |  | 0:1         | 0:0      | —      | 2:0    | 2:1       |  | 4      | 2      | 1      | 1      | 4      | 2      | 7      | 4     | 1     | 2     | 1     | 4     | 3     | 5     |
| 4.             | Србија         | 8              | 2              | 1              | 5              | 8              | 13             | −5             | 4              |  | 1:2         | 0:3      | 1:3    | —      | 2:0       |  | 4      | 1      | 0      | 3      | 4      | 8      | 0      | 4     | 1     | 1     | 2     | 4     | 5     | 4     |
| 5.             | Јерменија      | 8              | 0              | 2              | 6              | 5              | 14             | −9             | 2              |  | 2:3         | 0:3      | 0:0    | 1:1    | —         |  | 4      | 0      | 2      | 2      | 3      | 7      | 2      | 4     | 0     | 0     | 4     | 2     | 7     | 0     |

#### Квалификације за Светско првенство 2018. године
У априлу 2016. смењен је Радован Ћурчић, а доведен је Славољуб Муслин. Након добрих резултата у пријатељским мечевима у пролеће 2016. Србија је одиграла нерешено (2:2) против учесника осмине финала претходног Европског првенства, репрезентације Републике Ирске, 5. септембра у првом мечу квалификација за Светско првенство 2018. Голове за Србију на тој утакмици постигли су Филип Костић и Душан Тадић, који су уједно имали и по асистенцију. Месец дана касније, Орлови су остварили прву победу у квалификацијама, на гостовању против Молдавије (3:0). Голове су постигли Филип Костић, капитен Бранислав Ивановић и Душан Тадић. На тој утакмици Тадић је уз гол имао и две асистенције.
Дана 9. октобра, пар дана након победе у Кишињеву, Орлови су остварили битну победу (3:2) против Аустрије. Два поготка за Србију је постигао Александар Митровић и један Душан Тадић који је поново, као на претходном мечу, постигао гол и забележио две асистенције. Дана 12. новембра, Митровић је голом у 86. минуту донео веома битан бод Србији у последњем мечу у 2016, против полуфиналисте Европског првенства, Велса у Кардифу. Дана 24. марта, Србија је после преокрета савладала Грузију резултатом 3:1 у Тбилисију и остварила прву победу у 2017. години. Тадић је постигао гол са пенала у 45. минуту, затим Митровић доноси вођство Србији, а дебитант Мијат Гаћиновић се уписао у листу стрелаца у 86. минуту. Поново је Тадић био централна фигура меча, са две асистенције и једним голом. Србија је дочекала 11. јуна Велс пред 46 хиљада навијача на стадиону Рајко Митић и одиграла нерешено (1:1). Гол за Србију постигао је поново Александар Митровић.
Дана 2. септембра Србија је остварила рутинску победу од 3:0. против Молдавије на стадиону Партизана и најавили поход на прву позицију и директан одлазак на Мундијал. Три дана касније, Орлови су се састали у вероватно одлучујућој утакмици у овим квалификацијама, са Републиком Ирском у Даблину. Коларов је сјајним голом у 55. минуту донео победу Србији од 1:0 и довео на корак од Мундијала. У овом сусрету Србија је била далеко супериорнији ривал у односу на домаћина, да је победа требало да буде и убедљивија. Након пораза од Аустрије у гостима 3:2. уследила је тешка и пресудна победа над Грузијом у Београду од 1:0 (једини стрелац био је Александар Пријовић). Србија је овом победом квалификације завршила као прва у групи Д са 21. поеном и тако изборила директан пласман на Светско првенство у Русији.
| Табела групе Д | Табела групе Д | Табела групе Д | Табела групе Д | Табела групе Д | Табела групе Д | Табела групе Д | Табела групе Д | Табела групе Д | Табела групе Д |  |        |                 |      |          |         |           |  | Домаћи | Домаћи | Домаћи | Домаћи | Домаћи | Домаћи | Домаћи | Гости | Гости | Гости | Гости | Гости | Гости | Гости |
|                | Репрезентација | И              | Д              | Н              | И              | ДГ             | ПГ             | ГР             | Бод.           |  | Србија | Република Ирска | Велс | Аустрија | Грузија | Молдавија |  | И      | Д      | Н      | И      | ДГ     | ПГ     | Бод.   | И     | Д     | Н     | И     | ДГ    | ПГ    | Бод.  |
| 1.             | Србија         | 10             | 6              | 3              | 1              | 20             | 10             | +10            | 21             |  | —      | 2:2             | 1:1  | 3:2      | 1:0     | 3:0       |  | 5      | 3      | 2      | 0      | 10     | 5      | 11     | 5     | 3     | 1     | 1     | 10    | 5     | 10    |
| 2.             | Ирска          | 10             | 5              | 4              | 1              | 12             | 6              | +6             | 19             |  | 0:1    | —               | 0:0  | 1:1      | 1:0     | 2:0       |  | 5      | 2      | 2      | 1      | 4      | 2      | 8      | 5     | 3     | 2     | 0     | 8     | 4     | 11    |
| 3.             | Велс           | 10             | 4              | 5              | 1              | 13             | 6              | +7             | 17             |  | 1:1    | 0:1             | —    | 1:0      | 1:1     | 4:0       |  | 5      | 2      | 2      | 1      | 7      | 3      | 8      | 5     | 2     | 3     | 0     | 6     | 3     | 9     |
| 4.             | Аустрија       | 10             | 4              | 3              | 3              | 14             | 12             | +2             | 15             |  | 3:2    | 0:1             | 2:2  | —        | 1:1     | 2:0       |  | 5      | 2      | 2      | 1      | 8      | 6      | 8      | 5     | 2     | 1     | 2     | 6     | 6     | 7     |
| 5.             | Грузија        | 10             | 0              | 5              | 5              | 8              | 14             | −6             | 5              |  | 1:3    | 1:1             | 0:1  | 1:2      | —       | 1:1       |  | 5      | 0      | 2      | 3      | 4      | 8      | 2      | 5     | 0     | 3     | 2     | 4     | 6     | 3     |
| 6.             | Молдавија      | 10             | 0              | 2              | 8              | 4              | 23             | −19            | 2              |  | 0:3    | 1:3             | 0:2  | 0:1      | 2:2     | —         |  | 5      | 0      | 1      | 4      | 3      | 11     | 1      | 5     | 0     | 1     | 4     | 1     | 12    | 1     |

| Датум              | Место                   | Гледалаца | Противник | Резултат | Стрелци за Србију                               |
| 5. септембар 2016. | Београд, Србија         | 7.896     | Ирска     | 2:2      | Костић (62.) Тадић (69. пен.)                   |
| 6. октобар 2016.   | Кишињев, Молдавија      | 6.192     | Молдавија | 3:0      | Костић (19.) Ивановић (37.) Тадић (59.)         |
| 9. октобар 2016.   | Београд, Србија         | 14.200    | Аустрија  | 3:2      | Митровић (6, 23.) Тадић (74.)                   |
| 12. новембар 2016. | Кардиф, Велс            | 32.879    | Велс      | 1:1      | Митровић (86.)                                  |
| 24. март 2017.     | Тбилиси, Грузија        | 31.328    | Грузија   | 3:1      | Тадић (44. пен.) Митровић (64.) Гаћиновић (86.) |
| 11. јун 2017.      | Београд, Србија         | 46.673    | Велс      | 1:1      | Митровић (74.)                                  |
| 2. септембар 2017. | Београд, Србија         | 9.974     | Молдавија | 3:0      | Гаћиновић (20.) Коларов (30.) Митровић (81.)    |
| 5. септембар 2017. | Даблин, Република Ирска | 50.153    | Ирска     | 1:0      | Коларов (55.)                                   |
| 6. октобар 2017.   | Беч, Аустрија           | 42.400    | Аустрија  | 2:3      | Миливојевић (11.) Матић (83.)                   |
| 9. октобар 2017.   | Београд, Србија         | 43.000    | Грузија   | 1:0      | Пријовић (74.)                                  |

## Светско првенство у Русији 2018. године
Одмах по окончању квалификација за Светско првенство у Русији са места селектора репрезентације смењен је Славољуб Муслин. Као један од разлога за његову смену председник фудбалског савеза, Славиша Кокеза, навео је непозивање једног од најталентованијих играча, Сергеја Милинковић Савића. На позицију селектора постављен је Муслинов помоћник и некадашњи репрезентативац, Младен Крстајић.
Први потез који је изазвао доста негодовања у јавности била је промена капитена. Уместо Бранислава Ивановића капитенска трака додељена је Александру Коларову фудбалеру Роме.
Жребом за Мундијал, крајем 2017. године, Србија је, из четвртог шешира, смештена у групу Е, заједно са репрезентацијама: Швајцарске, Костарике и Бразила. У припремама за шампионат у Русији, репрезентација Србије у 2018. години имала је два пораза (Мароко 2:1, Чиле 1:0) и две победе (Нигерија 2:0, Боливија 5:1).
Светско првенство у Русији, репрезентација је почела победом. У мечу где је Србија била бољи ривал, пресудни тренутак одиграо се у 56. минуту, када је из слободног ударца водећи гол за Србију постигао је капитен тима, Александар Коларов. До краја, „Орлови” су сачували свој гол и шампионат отпочели победом. На овом сусрету Бранислав Ивановић забележио је 104. наступ за репрезентацију и тако постао тадашњи рекордер у овој категорији. Пресудни сусрет другог кола против одигран је против Швајцарске. Меч је почео добро за репрезентацију Србије која је повела у 5. минуту голом Александра Митровића након центаршута Душана Тадића. Већ на старту другог полувремена Швајцарска долази до изједначења голом Гранита Џаке. Селектор Младен Крстајић желео је да дође до победе, па је извукао, упркос противљењима остатка тима, Луку Миливојевића и убацио младог нападача Црвене звезде, Немању Радоњића. При резултату 1:1, главни арбитар, Феликс Брих оштетио је репрезентацију Србије јер није досудио прекршај над Александром Митровићем у казненом простору Швајцарске у 66. минуту, а такође није ни контактирао ВАР собу. У судијској надокнади сусрета, Џердан Шаћири, успева да побегне Душку Тошићу и постигне гол за 2:1 и тако донесе Швајцарској веома важну победу. Због прослављања голова на провокативан начин који је имао политичку конотацију, Џердан Шаћири и Гранит Џака кажњени су новчано од стране ФИФЕ. Да би прошла у осмину финала Србији је била потребна победа над Бразилом, а нерешен резултат је долазио у обзир само у случају пораза Швајцарске од Костарике. Бразил је победио са 2:0, а убедљивију победу Бразилаца спречио је српски голман Владимир Стојковић.

### Лига нација 2018/19.
Средином 2017. године постало је извесно да ће председник УЕФА-е, Александар Чеферин, покренути такмичење под називом Лига нација. Циљ је био да се досадашње пријатељске утакмице, које нису имале такмичарски значај, замене такмичарским, а као награда најбоље селекције из својих група, тј. лига, избориле би учешће на Европско првенство 2020. године. Због свог рејтинга на УЕФА ранг листи (28. место), Србија је била смештена у Лигу Ц, а групу 4 заједно са селекцијама: Румуније, Литваније и Црне Горе.
Репрезентација Србије је освојила прво место у групи 4 УЕФА Лига нација 2018/19. и обезбедила бараж у Лиги Ц, у случају да не прођу на квалификацијама за Европско првенство 2020. играју утакмицу у гостима против Норвешке.
Резултати групе 4
| Датум               | Место                | Гледалаца | Противник | Резултат  | Стрелци за Репрезентацију Србије                | Такмичење        |
| 7. септембар 2018.  | Виљнус, Литванија    | 4.638     | Литванија | 1:0 (1:0) | Тадић 38’ (Пен.)                                | УЕФА Лига Нација |
| 10. септембар 2018. | Београд, Србија      | 15.946    | Румунија  | 2:2 (1:0) | Митровић 26’, 63’                               | УЕФА Лига Нација |
| 11. октобар 2018.   | Подгорица, Црна Гора | 10.000    | Црна Гора | 2:0 (1:0) | Митровић 18’ (Пен.), 81’                        | УЕФА Лига Нација |
| 14. октобар 2018.   | Букурешт, Румунија   | 44.318    | Румунија  | 0:0 (0:0) | —                                               | УЕФА Лига Нација |
| 17. новембар 2018.  | Београд, Србија      | 15.416    | Црна Гора | 2:1 (2:0) | Љајић 30’ Митровић 32’                          | УЕФА Лига Нација |
| 20. новембар 2018.  | Београд, Србија      | 2.500     | Литванија | 4:1 (0:0) | Аутогол 51’ Митровић 58’ Пријовић 71’ Љајић 73’ | УЕФА Лига Нација |

| Табела групе 4 | Табела групе 4 | Табела групе 4 | Табела групе 4 | Табела групе 4 | Табела групе 4 | Табела групе 4 | Табела групе 4 | Табела групе 4 | Табела групе 4 |  |        |          |           |           |  | Домаћи | Домаћи | Домаћи | Домаћи | Домаћи | Домаћи | Домаћи | Гости | Гости | Гости | Гости | Гости | Гости | Гости |
|                | Репрезентација | И              | Д              | Н              | И              | ДГ             | ПГ             | ГР             | Бод.           |  | Србија | Румунија | Црна Гора | Литванија |  | И      | Д      | Н      | И      | ДГ     | ПГ     | Бод.   | И     | Д     | Н     | И     | ДГ    | ПГ    | Бод.  |
| 1.             | Србија         | 6              | 4              | 2              | 0              | 11             | 4              | +7             | 14             |  | —      | 2:2      | 2:1       | 4:1       |  | 3      | 2      | 1      | 0      | 8      | 4      | 7      | 3     | 2     | 1     | 0     | 3     | 0     | 7     |
| 2.             | Румунија       | 6              | 3              | 3              | 0              | 8              | 3              | +5             | 12             |  | 0:0    | —        | 0:0       | 3:0       |  | 3      | 1      | 2      | 0      | 3      | 0      | 5      | 3     | 2     | 1     | 0     | 5     | 3     | 7     |
| 3.             | Црна Гора      | 6              | 2              | 1              | 3              | 7              | 6              | +1             | 7              |  | 0:2    | 0:1      | —         | 2:0       |  | 3      | 1      | 0      | 2      | 2      | 3      | 3      | 3     | 1     | 1     | 1     | 5     | 3     | 4     |
| 4.             | Литванија      | 6              | 0              | 0              | 6              | 3              | 16             | −13            | 0              |  | 0:1    | 1:2      | 1:4       | —         |  | 3      | 0      | 0      | 3      | 2      | 7      | 0      | 3     | 0     | 0     | 3     | 1     | 9     | 0     |

Легенда:

### Квалификације за Европско првенство 2020.
Жреб за квалификације за ЕП 2020. одржао се 2. децембра 2018. године у Даблину у Републици Ирској, а репрезентација Србије сврстана је у групу Б и добила је следеће противнике: Португалија, Украјина, Литванија и Луксембург.
Квалификације за Европско првенство 2020. су почеле 21. марта 2019. године, а завршиле су се 19. новембра исте године.
Прву утакмицу Србија је играла нерешено против селекције Португалије у гостима 1:1. У другом колу Србија је доживела највећи пораз од осамостаљења 2006. године, од Украјине у гостима, резултат је био 5:0. Након убедљивог пораза, Србија је након три дана савладала репрезентацију Литваније резултатом 4:1, а утакмица је одиграна без присуства публике због претходно изречене казне од стране УЕФА због расистичких увреда српских навијача на утакмици против Црне Горе у Лиги нација.
Од јула 2019. године на место селектора репрезентације постављен је српски стручњак Љубиша Тумбаковић.
Прва утакмица са Тумбаковићем као селектором у квалификацијама је била против Португала код куће која је завршена резултатом 2ː4 за репрезентацију Португала. Уследиле су победе у три наредна кола, оба против Луксембурга и једна против Литваније. У последњем колу Србија је код куће играла против репрезентације Украјине где је утакмица завршена нерешеним резултатом 2ː2. Србија је квалификације завршила на трећем месту у групи Б са 14 бодова и тиме отишла у бараж против репрезентације Норвешке који је осигурала својим учинком у Лиги нација.
У утакмици против Норвешке, одиграној 8. октобра 2020, Србија је неочекивано победила Норвешку у продужецима 1ː2; стрелац оба гола је био Сергеј Милинковић Савић и тиме отишла на финалну утакмицу против Шкотске. У утакмици против Шкотске која је у регуларном времену завршена резултатом 1ː1, где је Лука Јовић дао гол у 90. минуту, Србија је изгубила у пенал серији против Шкотске и тако поново остала без пласмана за Европско првенство.
Резултати Србије у квалификацијама
| Коло    | Датум               | Место                  | Гледалаца | Противник  | Резултат        | Стрелци за Репрезентацију Србије             | Такмичење                         |
| 1. коло | 25. март 2019.      | Лисабон, Португалија   | 50.342    | Португал   | 1:1 (1:1)       | Тадић (7.) (Пен.)                            | Квалификације за ЕП 2020.         |
| 2. коло | 7. јун 2019.        | Лавов, Украјина        | 34.700    | Украјина   | 0:5 (0:2)       | —                                            | Квалификације за ЕП 2020.         |
| 3. коло | 10. јун 2019.       | Београд, Србија        | 52        | Литванија  | 4:1 (3:0)       | Митровић (20, 34.), Јовић (35), Љајић (90+2) | Квалификације за ЕП 2020.         |
| 4. коло | 7. септембар 2019.  | Београд, Србија        | 39.839    | Португал   | 2:4 (0:1)       | Миленковић (68), Митровић (85)               | Квалификације за ЕП 2020.         |
| 5. коло | 10. септембар 2019. | Луксембург, Луксембург | 6.373     | Луксембург | 3:1 (1:0)       | Митровић (36, 78.), Радоњић (55)             | Квалификације за ЕП 2020.         |
| 6. коло | 14. октобар 2019.   | Виљнус, Литванија      | 2.787     | Литванија  | 2:1 (0:0)       | Митровић (49, 53.)                           | Квалификације за ЕП 2020.         |
| 7. коло | 14. новембар 2019.  | Београд, Србија        | 1.560     | Луксембург | 3:2 (2:0)       | Митровић (11, 43.), Радоњић (70)             | Квалификације за ЕП 2020.         |
| 8. коло | 17. новембар 2019.  | Београд, Србија        | 4.457     | Украјина   | 2:2 (1:1)       | Тадић (9), Митровић (56)                     | Квалификације за ЕП 2020.         |
| Бараж   | 8. октобар 2020.    | Осло, Норвешка         | 200       | Норвешка   | 2:1 (про) (0:0) | Милинковић-Савић (82, 102.)                  | Квалификације за ЕП 2020. (бараж) |
| Бараж   | 12. новембар 2020.  | Београд, Србија        | 0         | Шкотска    | 1:1 (4:5) (0:0) | Јовић (90.)                                  | Квалификације за ЕП 2020. (бараж) |

| Табела групе Б | Табела групе Б | Табела групе Б | Табела групе Б | Табела групе Б | Табела групе Б | Табела групе Б | Табела групе Б | Табела групе Б | Табела групе Б |  |          |             |        |            |           |  | Домаћи | Домаћи | Домаћи | Домаћи | Домаћи | Домаћи | Домаћи | Гости | Гости | Гости | Гости | Гости | Гости | Гости |
|                | Репрезентација | И              | Д              | Н              | И              | ДГ             | ПГ             | ГР             | Бод.           |  | Украјина | Португалија | Србија | Луксембург | Литванија |  | И      | Д      | Н      | И      | ДГ     | ПГ     | Бод.   | И     | Д     | Н     | И     | ДГ    | ПГ    | Бод.  |
| 1.             | Украјина       | 8              | 6              | 2              | 0              | 17             | 4              | +13            | 20             |  | -        | 2:1         | 5:0    | 1:0        | 2:0       |  | 4      | 4      | 0      | 0      | 10     | 1      | 12     | 4     | 2     | 2     | 0     | 7     | 3     | 8     |
| 2.             | Португал       | 8              | 5              | 2              | 1              | 22             | 6              | +16            | 17             |  | 0:0      | -           | 1:1    | 3:0        | 6:0       |  | 4      | 2      | 2      | 0      | 10     | 1      | 8      | 4     | 3     | 0     | 1     | 12    | 5     | 9     |
| 3.             | Србија         | 8              | 4              | 2              | 2              | 17             | 17             | 0              | 14             |  | 2:2      | 2:4         | -      | 3:2        | 4:1       |  | 4      | 2      | 1      | 1      | 11     | 9      | 7      | 4     | 2     | 1     | 1     | 6     | 8     | 7     |
| 4.             | Луксембург     | 8              | 1              | 1              | 6              | 7              | 16             | -9             | 4              |  | 1:2      | 0:2         | 1:3    | -          | 2:1       |  | 4      | 1      | 0      | 3      | 4      | 8      | 3      | 4     | 0     | 1     | 3     | 3     | 8     | 1     |
| 5.             | Литванија      | 8              | 0              | 1              | 7              | 5              | 25             | -20            | 1              |  | 0:3      | 1:5         | 1:2    | 1:1        | -         |  | 4      | 0      | 1      | 3      | 3      | 11     | 1      | 4     | 0     | 0     | 4     | 2     | 14    | 0     |

### Лига нација 2020/21.
За другу сезону Лиге нација 2020/21, Србија је била смештена у Лигу Б, након што је у претходној сезони изборила пласман у вишу лигу. Србија је жребана у групи 3 заједно са селекцијама: Мађарске, Русије и Турске.
Након победе код куће и пораза у гостима против Русије, нерешене у гостима и пораза код куће против Мађарске и две нерешене против Турске, репрезентација Србије је освојила треће место у групи 3 УЕФА Лига нација 2020/21. и тако осигурала место у Лиги Б за сезону 2022/23.
Резултати групе 3
| Датум              | Место                | Гледалаца | Противник | Резултат  | Стрелци за Репрезентацију Србије                            | Такмичење        |
| 3. септембар 2020. | Москва, Русија       | 0         | Русија    | 1:3 (0:1) | Митровић 78’                                                | УЕФА Лига Нација |
| 6. септембар 2020. | Београд, Србија      | 0         | Турска    | 0:0 (0:0) | —                                                           | УЕФА Лига Нација |
| 11. октобар 2020.  | Београд, Србија      | 0         | Мађарска  | 0:1 (0:1) | —                                                           | УЕФА Лига Нација |
| 14. октобар 2020.  | Истанбул, Турска     | 519       | Турска    | 2:2 (1:0) | Милинковић-Савић 22’, Митровић 49’ (пен.)                   | УЕФА Лига Нација |
| 15. новембар 2020. | Будимпешта, Мађарска | 0         | Мађарска  | 1:1 (1:0) | Радоњић 17’                                                 | УЕФА Лига Нација |
| 18. новембар 2020. | Београд, Србија      | 0         | Русија    | 5:0 (4:0) | Радоњић 10’, Јовић 25’, 45+1’, Влаховић 41’, Младеновић 64’ | УЕФА Лига Нација |

| Табела групе 3 | Табела групе 3 | Табела групе 3 | Табела групе 3 | Табела групе 3 | Табела групе 3 | Табела групе 3 | Табела групе 3 | Табела групе 3 | Табела групе 3 |  |          |        |        |        |  | Домаћи | Домаћи | Домаћи | Домаћи | Домаћи | Домаћи | Домаћи | Гости | Гости | Гости | Гости | Гости | Гости | Гости |
|                | Репрезентација | И              | Д              | Н              | И              | ДГ             | ПГ             | ГР             | Бод.           |  | Мађарска | Русија | Србија | Турска |  | И      | Д      | Н      | И      | ДГ     | ПГ     | Бод.   | И     | Д     | Н     | И     | ДГ    | ПГ    | Бод.  |
| 1.             | Мађарска       | 6              | 3              | 2              | 1              | 7              | 4              | +3             | 11             |  | -        | 2:3    | 1:1    | 2:0    |  | 3      | 1      | 1      | 1      | 5      | 4      | 4      | 3     | 2     | 1     | 0     | 2     | 0     | 7     |
| 2.             | Русија         | 6              | 2              | 2              | 2              | 9              | 12             | -3             | 8              |  | 0:0      | -      | 3:1    | 1:1    |  | 3      | 1      | 2      | 0      | 4      | 2      | 5      | 3     | 1     | 0     | 2     | 5     | 10    | 3     |
| 3.             | Србија         | 6              | 1              | 3              | 2              | 9              | 7              | +2             | 6              |  | 0:1      | 5:0    | -      | 0:0    |  | 3      | 1      | 1      | 1      | 5      | 1      | 4      | 3     | 0     | 2     | 1     | 4     | 6     | 2     |
| 4.             | Турска         | 6              | 1              | 3              | 2              | 6              | 8              | -2             | 6              |  | 0:1      | 3:2    | 2:2    | -      |  | 3      | 1      | 1      | 1      | 5      | 5      | 4      | 3     | 0     | 2     | 1     | 1     | 3     | 2     |

Легенда:

### Квалификације за Светско првенство 2022. године
Након још једног неуспешног квалификационог циклуса за Европско првенство, Љубиша Тумбаковић је добио отказ, а улогу вршиоца дужности селектора је почетком 2021. преузео Илија Столица који је одиграо две пријатељске утакмице са репрезентацијама Доминиканске републике и Панаме, које су обе завршене нерешеним резултатом. Након тога, улогу секелтора је преузео некадашњи репрезентативац Драган Стојковић који је водио репрезентацију у квалификационом циклусу за Светско првенство 2022.
Србија је жребана у групи А заједно са репрезентацијама Португала, Ирске, Луксембурга и Азербејџана. Србија је квалификациони циклус почела у марту 2021. победом против Ирске 3:2 код куће головима Влаховића и Митровића који је постигао два поготка. Уследио је меч против Португала код куће који је завршен нерешеним резултатом 2:2. Ова утакмица је посебно привукла пажњу јавности где је на самом крају утакмице поништен гол Кристијана Роналда јер лопта није прешла целу гол линију. Последњи меч у марту се играо у Бакуу против репрезентације Азербејџана који је завршен победом 2:1.
Након пријатељске утакмице са Катаром у Дебрецину где је Србија победила 4:0, квалификације су у септембру 2021. настављене победом код куће против Луксембурга и нерешеним резултатом против Ирске у Даблину 1:1 где је Никола Миленковић постигао аутогол у 89. минуту. Уследиле су и победе у гостима против Луксембурга 1:0 и код куће против Азербејџана 3:1.
Након седам одиграних утакмица и након још једне пријатељске утакмице код куће против Катара која је завршена резултатом 4:0, репрезентацији Србије је била неопходна победа против Португала у Лисабону како би се директно квалификовала за Светско првенство. У мечу против Португала, Ренато Саншес је успео у 2. минуту да поведе за португалску репрезентацију, да би касније у 33. минуту Душан Тадић успео изједначити резултат. Међутим, драматичну завршницу је направио Митровић који је у 90. минуту постигао погодак за коначних 2:1 и тиме се репрезентација Србије успела квалификовати за Светско првенство као првопласирана у групи А са 20 бодова.
| Датум              | Место                  | Гледалаца | Противник  | Резултат  | Стрелци за Србију                                   |
| 24. март 2021.     | Београд, Србија        | 0         | Ирска      | 3:2 (1:1) | Влаховић 40’, Митровић 69’, 75’                     |
| 27. март 2021.     | Београд, Србија        | 0         | Португал   | 2:2 (0:2) | Митровић 46’, Костић 60’                            |
| 30. март 2021.     | Баку, Азербејџан       | 0         | Азербејџан | 2:1 (1:0) | Митровић 16’, 81’                                   |
| 4. септембар 2021. | Београд, Србија        | 10.078    | Луксембург | 4:1 (2:0) | Митровић 22’, 35’, Шено 82’ (аг.), Миленковић 90+6’ |
| 7. септембар 2021. | Даблин, Ирска          | 25.415    | Ирска      | 1:1 (1:0) | Милинковић-Савић 20’                                |
| 9. октобар 2021.   | Луксембург, Луксембург | 2.000     | Луксембург | 1:0 (0:0) | Влаховић 68’                                        |
| 12. октобар 2021.  | Београд, Србија        | 5.890     | Азербејџан | 3:1 (1:1) | Влаховић 30’ (пен.), 53’, Тадић 83’ (пен.)          |
| 14. новембар 2021. | Лисабон, Португал      | 58.873    | Португал   | 2:1 (1:1) | Тадић 33’, Митровић 90’                             |

| Табела групе А | Табела групе А | Табела групе А | Табела групе А | Табела групе А | Табела групе А | Табела групе А | Табела групе А | Табела групе А | Табела групе А |  |        |             |                 |            |            |  | Домаћи | Домаћи | Домаћи | Домаћи | Домаћи | Домаћи | Домаћи | Гости | Гости | Гости | Гости | Гости | Гости | Гости |
|                | Репрезентација | И              | Д              | Н              | И              | ДГ             | ПГ             | ГР             | Бод.           |  | Србија | Португалија | Република Ирска | Луксембург | Азербејџан |  | И      | Д      | Н      | И      | ДГ     | ПГ     | Бод.   | И     | Д     | Н     | И     | ДГ    | ПГ    | Бод.  |
| 1.             | Србија         | 8              | 6              | 2              | 0              | 18             | 9              | +9             | 20             |  | -      | 2:2         | 3:2             | 4:1        | 3:1        |  | 4      | 3      | 1      | 0      | 12     | 6      | 10     | 4     | 3     | 1     | 0     | 6     | 3     | 10    |
| 2.             | Португал       | 8              | 5              | 2              | 1              | 17             | 6              | +11            | 17             |  | 1:2    | -           | 2:1             | 5:0        | 1:0        |  | 4      | 3      | 0      | 1      | 9      | 3      | 9      | 4     | 2     | 2     | 0     | 8     | 3     | 8     |
| 3.             | Ирска          | 8              | 2              | 3              | 3              | 11             | 8              | +3             | 9              |  | 1:1    | 0:0         | -               | 0:1        | 1:1        |  | 4      | 0      | 3      | 1      | 2      | 3      | 3      | 4     | 2     | 0     | 2     | 9     | 5     | 6     |
| 4.             | Луксембург     | 8              | 3              | 0              | 5              | 8              | 18             | -10            | 9              |  | 0:1    | 1:3         | 0:3             | -          | 2:1        |  | 4      | 1      | 0      | 3      | 3      | 8      | 3      | 4     | 2     | 0     | 2     | 5     | 10    | 6     |
| 5.             | Азербејџан     | 8              | 0              | 1              | 7              | 5              | 18             | -13            | 1              |  | 1:2    | 0:3         | 0:3             | 1:3        | -          |  | 4      | 0      | 0      | 4      | 2      | 11     | 0      | 4     | 0     | 1     | 3     | 3     | 7     | 1     |

### Лига нација 2022/23.
За трећу сезону Лиге нација 2022/23, Србија је била смештена у Лигу Б, након што је у претходној сезони осигурала место у истој лиги. Србија је жребана у групи 4 заједно са селекцијама: Шведске, Норвешке и Словеније.
Резултати групе 4
| Датум               | Место              | Гледалаца | Противник | Резултат  | Стрелци за Репрезентацију Србије                             | Такмичење        |
| 2. јун 2022.        | Београд, Србија    | 9.726     | Норвешка  | 0:1 (0:1) | —                                                            | УЕФА Лига Нација |
| 5. јун 2022.        | Београд, Србија    | 10.925    | Словенија | 4:1 (1:1) | Митровић 24’, Милинковић-Савић 56’, Јовић 85’, Радоњић 90+2’ | УЕФА Лига Нација |
| 9. јун 2022.        | Стокхолм, Шведска  | 24.123    | Шведска   | 1:0 (1:0) | Јовић 45+3’                                                  | УЕФА Лига Нација |
| 12. јун 2022.       | Љубљана, Словенија | 13.782    | Словенија | 2:2 (2:0) | Живковић 8’, Митровић 35’                                    | УЕФА Лига Нација |
| 24. септембар 2022. | Београд, Србија    | 14.122    | Шведска   | 4:1 (2:1) | Митровић 18’, 45+1’, 48’ Лукић 70’                           | УЕФА Лига Нација |
| 27. септембар 2022. | Осло, Норвешка     | 24.364    | Норвешка  | 2:0 (1:0) | Влаховић 42’, Митровић 54’                                   | УЕФА Лига Нација |

| Табела групе 4 | Табела групе 4 | Табела групе 4 | Табела групе 4 | Табела групе 4 | Табела групе 4 | Табела групе 4 | Табела групе 4 | Табела групе 4 | Табела групе 4 |  |        |          |           |         |  | Домаћи | Домаћи | Домаћи | Домаћи | Домаћи | Домаћи | Домаћи | Гости | Гости | Гости | Гости | Гости | Гости | Гости |
|                | Репрезентација | И              | Д              | Н              | И              | ДГ             | ПГ             | ГР             | Бод.           |  | Србија | Норвешка | Словенија | Шведска |  | И      | Д      | Н      | И      | ДГ     | ПГ     | Бод.   | И     | Д     | Н     | И     | ДГ    | ПГ    | Бод.  |
| 1.             | Србија         | 6              | 4              | 1              | 1              | 13             | 5              | +8             | 13             |  | -      | 0:1      | 4:1       | 4:1     |  | 3      | 2      | 0      | 1      | 8      | 3      | 6      | 3     | 2     | 1     | 0     | 5     | 2     | 7     |
| 2.             | Норвешка       | 6              | 3              | 1              | 2              | 7              | 7              | 0              | 10             |  | 0:2    | -        | 0:0       | 3:2     |  | 3      | 1      | 1      | 1      | 3      | 4      | 4      | 3     | 2     | 0     | 1     | 4     | 3     | 6     |
| 3.             | Словенија      | 6              | 1              | 3              | 2              | 6              | 10             | -4             | 6              |  | 2:2    | 2:1      | -         | 0:2     |  | 3      | 1      | 1      | 1      | 4      | 5      | 4      | 3     | 0     | 2     | 1     | 2     | 5     | 2     |
| 4.             | Шведска        | 6              | 1              | 1              | 4              | 7              | 11             | -4             | 4              |  | 0:1    | 1:2      | 1:1       | -       |  | 3      | 0      | 1      | 2      | 2      | 4      | 1      | 3     | 1     | 0     | 2     | 5     | 7     | 3     |

## Светско првенство у Катару 2022. године
Жребом за Мундијал, одржаног априла 2022. године, Србија је, из трећег шешира, смештена у групу Г, и то поново заједно са репрезентацијама Швајцарске и Бразила само што је уместо Костарике у групу Г била смештена репрезентација Камеруна. У припремама за шампионат у Катару, репрезентација Србије у 2022. години имала је један пораз (Данска 3:0) и две победе (Мађарска 1:0, Бахреин 5:1).
Светско првенство у Катару, репрезентација је почела очекиваним поразом против Бразила 0:2, где је Србија одиграла доста преплашено. Наредни меч против Камеруна је био доста ишчекиван од стране јавности да се од Србије тражила победа. Међутим, репрезентација је разочаравајуће завршила меч нерешеним резултатом 3:3, где је Србија након првог полувремена чак и водила 3:1 головима Павловића, Милинковић-Савића и Митровића. Последњи меч у групи против Швајцарске остао је у сенци провокација швајцарског репрезентативца Гранита Џаке где је у 65. минуту извређао резервне играче Србије где је резервни голман Предраг Рајковић добио жути картон. При крају утакмице Џака је поново због провокација ушао и у физички сукоб са Николом Миленковићем где су обојица добили жути картон. На крају Србија је изгубила меч од Швајцарске 2:3 и са само једним бодом окончала учешће као последња у групи Г, што је јавност дочекала са великим разочарењем јер су очекивања била доста велика.

### Квалификације за Европско првенство 2024. године
И поред неуспеха у групној фази Мундијала у Катару 2022. године, Драган Стојковић је наставио да ради као селектор са циљем да одведе Србију на Европско првенство после 24 године.
Србија је жребана у групи Г заједно са репрезентацијама Мађарске, Црне Горе, Бугарске и Литваније. Србија је квалификациони циклус почела у марту 2023. победом против Литваније 2:0 код куће головима Влаховића и Тадића. Три дана касније уследило је гостовање у Подгорици репрезентацији Црне Горе где је у мечу без икаквих тензија, Србија однела победу 2:0 са головима Влаховића који је постигао два поготка. Уследио је круцијални меч са Бугарском у Разграду где је Дарко Лазовић у последњем минуту успео да донесе Србији један бод након што је Бугарска повела у 47. минуту.
Србија је наставила серију лоших партија где је против Мађарске након што је Србија повела аутоголом Атиле Салаија за два минута успела да прими два гола, чији су стрелци били Барнабаш Варга и Вили Орбан и на крају изгубила резултатом 1:2. Након пораза од Мађарске, уследила је победа у гостима против Литваније 3:1 где је сва три гола постигао Александар Митровић. Уследиле су утакмице у октобру 2023. против Мађарске у гостима и против Црне Горе на домаћем терену. Србија је поражена у Будимпешти од Мађарске истим резултатом као и на домаћем терену (1:2), док је славила код куће против Црне Горе резултатом 3:1. У последњем круцијалном мечу на домаћем терену против Бугарске, Србија је уз доста муке дошла до нерешеног резултата (2:2), али и уз доста среће успела да избори пласман на Европско првенство по први пут после 24 године.
| Датум               | Место                | Гледалаца | Противник | Резултат  | Стрелци за Србију           |
| 24. март 2023.      | Београд, Србија      | 21.125    | Литванија | 2:0 (1:0) | Тадић 16’, Влаховић 53’     |
| 27. март 2023.      | Подгорица, Црна Гора | 9.831     | Црна Гора | 2:0 (0:0) | Влаховић 78’, 90+6’         |
| 20. јун 2023.       | Разград, Бугарска    | 6.700     | Бугарска  | 1:1 (0:0) | Лазовић 90+6’               |
| 7. септембар 2023.  | Београд, Србија      | 6.924     | Мађарска  | 1:2 (1:2) | Салај 10’ (аг.)             |
| 10. септембар 2023. | Каунас, Литванија    | 8.586     | Литванија | 3:1 (3:1) | Митровић 21’, 32’, 43’      |
| 14. октобар 2023.   | Будимпешта, Мађарска | 58.215    | Мађарска  | 1:2 (1:2) | Живковић 33’                |
| 17. октобар 2023.   | Београд, Србија      | 25.884    | Црна Гора | 3:1 (1:1) | Митровић 9’, 73’, Тадић 77’ |
| 19. новембар 2023.  | Лесковац, Србија     | 7.325     | Бугарска  | 2:2 (1:0) | Вељковић 17’, Бабић 82’     |

| Табела групе Г | Табела групе Г | Табела групе Г | Табела групе Г | Табела групе Г | Табела групе Г | Табела групе Г | Табела групе Г | Табела групе Г | Табела групе Г |  |          |        |           |           |          |  | Домаћи | Домаћи | Домаћи | Домаћи | Домаћи | Домаћи | Домаћи | Гости | Гости | Гости | Гости | Гости | Гости | Гости |
|                | Репрезентација | И              | Д              | Н              | И              | ДГ             | ПГ             | ГР             | Бод.           |  | Мађарска | Србија | Црна Гора | Литванија | Бугарска |  | И      | Д      | Н      | И      | ДГ     | ПГ     | Бод.   | И     | Д     | Н     | И     | ДГ    | ПГ    | Бод.  |
| 1.             | Мађарска       | 8              | 5              | 3              | 0              | 16             | 7              | +9             | 18             |  | -        | 2:1    | 3:1       | 2:0       | 3:0      |  | 4      | 4      | 0      | 0      | 10     | 2      | 12     | 4     | 1     | 3     | 0     | 6     | 5     | 6     |
| 2.             | Србија         | 8              | 4              | 2              | 2              | 15             | 9              | +6             | 14             |  | 1:2      | -      | 3:1       | 2:0       | 2:2      |  | 4      | 2      | 1      | 1      | 8      | 5      | 7      | 4     | 2     | 1     | 1     | 7     | 4     | 7     |
| 3.             | Црна Гора      | 8              | 3              | 2              | 3              | 9              | 11             | -2             | 11             |  | 0:0      | 0:2    | -         | 2:0       | 2:1      |  | 4      | 2      | 1      | 1      | 4      | 3      | 7      | 4     | 1     | 1     | 2     | 5     | 8     | 4     |
| 4.             | Литванија      | 8              | 1              | 3              | 4              | 8              | 14             | -6             | 6              |  | 2:2      | 1:3    | 2:2       | -         | 1:1      |  | 4      | 0      | 3      | 1      | 6      | 8      | 3      | 4     | 1     | 0     | 3     | 2     | 6     | 3     |
| 5.             | Бугарска       | 8              | 0              | 4              | 4              | 7              | 14             | -7             | 4              |  | 2:2      | 1:1    | 0:1       | 0:2       | -        |  | 4      | 0      | 2      | 2      | 3      | 6      | 2      | 4     | 0     | 2     | 2     | 4     | 8     | 2     |

### Квалификације за Светско првенство 2026. године
Репрезентација Србије је 13.12. 2024. године сазнала противнике у квалфикацијама за Светско првенство 2026. године које се одржава у САД-у, Мексику и Канади. Орлови се налазе у групи К са репрезентацијама Енглеске, Албаније, Латвијом и Андором.

## Утакмице са репрезентацијом Бразила
Репрезентација Србије се, до сада, деветнаест пута сусретала са селекцијом Бразила. Први пут још 1930. године на Светском првенству у Монтевидеу када је тада под именом Југославија победила са 2 : 1.
Четири године касније на пријатељској утакмици у Београду, Југославија је поново победила уз рекордан број голова: 8 : 4.
Свој последњи меч за репрезентацију Бразила, Пеле је одиграо против Југославије 18. јула 1971. године. Меч је завршен без победника, 2 : 2.
Светско првенство:
- 1930 —  Југославија 2 : 1 Бразил
- 1950 —  Југославија 0 : 2 Бразил
- 1954 —  Југославија 1 : 1 Бразил
- 1974 —  Југославија 0 : 0 Бразил
- 2018 —  Србија 0 : 2 Бразил
- 2022 —  Србија 0 : 2 Бразил

Куп независности :
- 2. јул 1972. Сао Паоло —  Југославија 0 : 3 Бразил

Пријатељске утакмице:
- 3. јун 1934. Београд —  Југославија 8 : 4 Бразил
- 25. јун 1968. Београд —  Југославија 0 : 2 Бразил
- 17. децембар 1968. Рио де Жанеиро —  Југославија 3 : 3 Бразил
- 19. децембар 1968. Бело Хоризонте —  Југославија 2 : 3 Бразил
- 18. јул 1971. Рио де Жанеиро —  Југославија 2 : 2 Бразил , опроштајна утакмица Пелеа.[125]
- 26. јун 1977. Бело Хоризонте —  Југославија 0 : 0 Бразил
- 30. април 1986. Ресифе —  Југославија 2 : 4 Бразил
- 14. новембар 1989. Жоао Пешоа —  Југославија 0 : 0 Бразил
- 30. октобар 1991. Варгиња —  Југославија 1 : 3 Бразил
- 23. децембар 1994. Порто Алегре —  Југославија 0 : 2 Бразил
- 23. септембар 1998. Сао Луис —  Југославија 1 : 1 Бразил [126]
- 27. март 2002. Бело Хоризонте —  Југославија 0 : 1 Бразил
- 6. јун 2014. Сао Паоло —  Србија 0 : 1 Бразил

| Противник | Бр. одиграних мечева | Победе | Нерешено | Порази | Датих голова | Примљених голова | Гол разлика |
| --------- | -------------------- | ------ | -------- | ------ | ------------ | ---------------- | ----------- |
| Бразил    | 22                   | 2      | 7        | 13     | 22           | 38               | -16         |

## Стадиони
Након распада СФР Југославије, фудбалска репрезентација Србије је одиграла највише утакмица у Београду на стадиону Рајко Митић и стадиону Партизана — некад познат као ЈНА. Дана 2. септембра 1998. године СР Југославија је одиграла прву утакмицу ван Београда. СР Југославија је одиграла пријатељску утакмицу у Нишу на Чаиру против Швајцарске пред 16.000 гледалаца.
Осим у Београду, репрезентација је играла утакмице и у другим градовима Србије. Прву утакмицу на стадиону Карађорђе у Новом Саду Србија је одиграла 8. септембра 2012. против Велса у квалификацијама за Светско првенство 2014. Србија је победом над Велсом од 6:1 остварила једну од најубедљивијих победа у историји репрезентације. Србија је на стадиону Карађорђе одиграла 5 утакмица и забележила 5 победа уз гол разлику 15:2.
Репрезентација Србије је одиграла по једну утакмицу у Смедереву, Крушевцу, Јагодини и Ужицу.
Репрезентација Србије је последњу утaкмицу одиграла 19. новембра 2023. против Бугарске нерешено са 2:2 у квалификацијама за Европско првенство у фудбалу 2024. у новоизграђеном стадиону "Дубочица" у Лесковцу.

## Дресови
Дресове репрезентације Србије тренутно производи Пума.
| Период     | Произвођач |
| ---------- | ---------- |
| 1974—2002. | Адидас     |
| 2002—2006. | Лото       |
| 2006—2014. | Најки      |
| 2014—2018. | Умбро      |
| 2018—      | Пума       |

### Дресови кроз историју

#### Краљевина Југославија / СФР Југославија 1920—1992.
| СП 1930. | 1950–1962 | СП 1974. | СП 1982. | ЕП 1984. | СП 1990. | 1992 |

#### СР Југославија / Србија и Црна Гора 1992—2006.
| 1994 | СП 1998. | ЕП 2000. | 2004 | СП 2006. |  |

#### Србија
Домаћи дресови:
| 2006–2008 | 2008–2010 | СП 2010. | 2012–2014 | 2014–2016 | 2016–2018 | СП 2018. |

| 2020–2022 | СП 2022. | ЕП 2024. |

Гостујући дресови:
| 2006–2008 | 2008–2010 | СП 2010. | 2012–2014 | 2014–2016 | 2016–2018 | СП 2018. |

| 2020–2022 | СП 2022. | ЕП 2024. |

## Резултати репрезентације

### Светско првенство
| Резултати на Светском првенству | Резултати на Светском првенству | Резултати на Светском првенству | Резултати на Светском првенству | Резултати на Светском првенству | Резултати на Светском првенству | Резултати на Светском првенству | Резултати на Светском првенству | Резултати на Светском првенству | Резултати у квалификацијама за Светско првенство | Резултати у квалификацијама за Светско првенство | Резултати у квалификацијама за Светско првенство | Резултати у квалификацијама за Светско првенство | Резултати у квалификацијама за Светско првенство | Резултати у квалификацијама за Светско првенство |
| Година                          | Коло                            | Пласман                         | ИГ                              | П                               | Н                               | ИЗ                              | ГД                              | ГП                              | ИГ                                               | П                                                | Н                                                | ИЗ                                               | ГД                                               | ГП                                               |
| ------------------------------- | ------------------------------- | ------------------------------- | ------------------------------- | ------------------------------- | ------------------------------- | ------------------------------- | ------------------------------- | ------------------------------- | ------------------------------------------------ | ------------------------------------------------ | ------------------------------------------------ | ------------------------------------------------ | ------------------------------------------------ | ------------------------------------------------ |
| Југославија                     |                                 |                                 |                                 |                                 |                                 |                                 |                                 |                                 |                                                  |                                                  |                                                  |                                                  |                                                  |                                                  |
| 1930.                           | Полуфинале1                     | 4. место                        | 3                               | 2                               | 0                               | 1                               | 7                               | 7                               | Без квалификација                                | Без квалификација                                | Без квалификација                                | Без квалификација                                | Без квалификација                                | Без квалификација                                |
| 1934.                           | Није се квалификовала           | Није се квалификовала           | Није се квалификовала           | Није се квалификовала           | Није се квалификовала           | Није се квалификовала           | Није се квалификовала           | Није се квалификовала           | 2                                                | 0                                                | 1                                                | 1                                                | 3                                                | 4                                                |
| 1938                            | Није се квалификовала           | Није се квалификовала           | Није се квалификовала           | Није се квалификовала           | Није се квалификовала           | Није се квалификовала           | Није се квалификовала           | Није се квалификовала           | 2                                                | 1                                                | 0                                                | 1                                                | 1                                                | 4                                                |
| 1950.                           | Групна фаза                     | 5. место                        | 3                               | 2                               | 0                               | 1                               | 7                               | 3                               | 5                                                | 3                                                | 2                                                | 0                                                | 16                                               | 6                                                |
| 1954.                           | Четвртфинале                    | 7. место                        | 3                               | 1                               | 1                               | 1                               | 2                               | 3                               | 4                                                | 4                                                | 0                                                | 0                                                | 4                                                | 0                                                |
| 1958.                           | Четвртфинале                    | 5. место                        | 4                               | 1                               | 2                               | 1                               | 7                               | 7                               | 4                                                | 2                                                | 2                                                | 0                                                | 7                                                | 2                                                |
| 1962.                           | Утакмица за 3. место            | 4. место                        | 6                               | 3                               | 0                               | 3                               | 10                              | 7                               | 4                                                | 3                                                | 1                                                | 0                                                | 11                                               | 4                                                |
| 1966.                           | Није се квалификовала           | Није се квалификовала           | Није се квалификовала           | Није се квалификовала           | Није се квалификовала           | Није се квалификовала           | Није се квалификовала           | Није се квалификовала           | 6                                                | 3                                                | 1                                                | 2                                                | 10                                               | 8                                                |
| 1970.                           | Није се квалификовала           | Није се квалификовала           | Није се квалификовала           | Није се квалификовала           | Није се квалификовала           | Није се квалификовала           | Није се квалификовала           | Није се квалификовала           | 6                                                | 3                                                | 1                                                | 2                                                | 19                                               | 7                                                |
| 1974.                           | Друга фаза                      | 7. место                        | 6                               | 1                               | 2                               | 3                               | 12                              | 7                               | 5                                                | 3                                                | 2                                                | 0                                                | 8                                                | 4                                                |
| 1978.                           | Није се квалификовала           | Није се квалификовала           | Није се квалификовала           | Није се квалификовала           | Није се квалификовала           | Није се квалификовала           | Није се квалификовала           | Није се квалификовала           | 4                                                | 1                                                | 0                                                | 3                                                | 6                                                | 8                                                |
| 1982.                           | Групна фаза                     | 16. место                       | 3                               | 1                               | 1                               | 1                               | 2                               | 2                               | 8                                                | 6                                                | 1                                                | 1                                                | 22                                               | 7                                                |
| 1986.                           | Није се квалификовала           | Није се квалификовала           | Није се квалификовала           | Није се квалификовала           | Није се квалификовала           | Није се квалификовала           | Није се квалификовала           | Није се квалификовала           | 8                                                | 3                                                | 2                                                | 3                                                | 7                                                | 8                                                |
| 1990.                           | Четвртфинале                    | 5. место                        | 5                               | 3                               | 1                               | 1                               | 8                               | 6                               | 8                                                | 6                                                | 2                                                | 0                                                | 16                                               | 6                                                |
| СР Југославија                  |                                 |                                 |                                 |                                 |                                 |                                 |                                 |                                 |                                                  |                                                  |                                                  |                                                  |                                                  |                                                  |
| 1994.                           | Суспендована2                   | Суспендована2                   | Суспендована2                   | Суспендована2                   | Суспендована2                   | Суспендована2                   | Суспендована2                   | Суспендована2                   | Суспендована2                                    | Суспендована2                                    | Суспендована2                                    | Суспендована2                                    | Суспендована2                                    | Суспендована2                                    |
| 1998.                           | Осмина финала                   | 10. место                       | 4                               | 2                               | 1                               | 1                               | 5                               | 4                               | 12                                               | 9                                                | 2                                                | 1                                                | 41                                               | 8                                                |
| 2002.                           | Није се квалификовала           | Није се квалификовала           | Није се квалификовала           | Није се квалификовала           | Није се квалификовала           | Није се квалификовала           | Није се квалификовала           | Није се квалификовала           | 10                                               | 5                                                | 4                                                | 1                                                | 22                                               | 8                                                |
| Србија и Црна Гора              |                                 |                                 |                                 |                                 |                                 |                                 |                                 |                                 |                                                  |                                                  |                                                  |                                                  |                                                  |                                                  |
| 2006.                           | Групна фаза                     | 32. место                       | 3                               | 0                               | 0                               | 3                               | 2                               | 10                              | 10                                               | 6                                                | 4                                                | 0                                                | 16                                               | 1                                                |
| Србија                          |                                 |                                 |                                 |                                 |                                 |                                 |                                 |                                 |                                                  |                                                  |                                                  |                                                  |                                                  |                                                  |
| 2010.                           | Групна фаза                     | 23. место                       | 3                               | 1                               | 0                               | 2                               | 2                               | 3                               | 10                                               | 7                                                | 1                                                | 2                                                | 22                                               | 8                                                |
| 2014.                           | Није се квалификовала           | Није се квалификовала           | Није се квалификовала           | Није се квалификовала           | Није се квалификовала           | Није се квалификовала           | Није се квалификовала           | Није се квалификовала           | 10                                               | 4                                                | 2                                                | 4                                                | 18                                               | 11                                               |
| 2018.                           | Групна фаза                     | 23. место                       | 3                               | 1                               | 0                               | 2                               | 2                               | 4                               | 10                                               | 6                                                | 3                                                | 1                                                | 20                                               | 10                                               |
| 2022.                           | Групна фаза                     | 29. место                       | 3                               | 0                               | 1                               | 2                               | 5                               | 8                               | 8                                                | 6                                                | 2                                                | 0                                                | 18                                               | 9                                                |
| Укупно                          | 13/22                           | 0 титула                        | 49                              | 18                              | 9                               | 22                              | 71                              | 71                              | 136                                              | 81                                               | 33                                               | 22                                               | 287                                              | 123                                              |

Напомене:
1 Није одигран меч за треће место, према званичном извештају ФИФЕ Краљевина Југославија је заузела 4. место.
2 Забрањено учешће због санкција.

### Европско првенство
| Резултати на Европском првенству | Резултати на Европском првенству | Резултати на Европском првенству | Резултати на Европском првенству | Резултати на Европском првенству | Резултати на Европском првенству | Резултати на Европском првенству | Резултати на Европском првенству | Резултати на Европском првенству | Резултати у квалификацијама за Европско првенство | Резултати у квалификацијама за Европско првенство | Резултати у квалификацијама за Европско првенство | Резултати у квалификацијама за Европско првенство | Резултати у квалификацијама за Европско првенство | Резултати у квалификацијама за Европско првенство |
| Година                           | Коло                             | Пласман                          | ИГ                               | П                                | Н                                | ИЗ                               | ГД                               | ГП                               | ИГ                                                | П                                                 | Н                                                 | ИЗ                                                | ГД                                                | ГП                                                |
| -------------------------------- | -------------------------------- | -------------------------------- | -------------------------------- | -------------------------------- | -------------------------------- | -------------------------------- | -------------------------------- | -------------------------------- | ------------------------------------------------- | ------------------------------------------------- | ------------------------------------------------- | ------------------------------------------------- | ------------------------------------------------- | ------------------------------------------------- |
| Југославија                      |                                  |                                  |                                  |                                  |                                  |                                  |                                  |                                  |                                                   |                                                   |                                                   |                                                   |                                                   |                                                   |
| 1960.                            | Финале                           | 2. место                         | 2                                | 1                                | 0                                | 1                                | 6                                | 6                                | 4                                                 | 2                                                 | 1                                                 | 1                                                 | 9                                                 | 4                                                 |
| 1964.                            | Није се квалификовала            | Није се квалификовала            | Није се квалификовала            | Није се квалификовала            | Није се квалификовала            | Није се квалификовала            | Није се квалификовала            | Није се квалификовала            | 4                                                 | 2                                                 | 1                                                 | 1                                                 | 6                                                 | 5                                                 |
| 1968.                            | Финале                           | 2. место                         | 3                                | 1                                | 1                                | 1                                | 2                                | 3                                | 6                                                 | 4                                                 | 1                                                 | 1                                                 | 14                                                | 5                                                 |
| 1972.                            | Није се квалификовала            | Није се квалификовала            | Није се квалификовала            | Није се квалификовала            | Није се квалификовала            | Није се квалификовала            | Није се квалификовала            | Није се квалификовала            | 8                                                 | 3                                                 | 4                                                 | 1                                                 | 7                                                 | 5                                                 |
| 1976.                            | Утакмица за 3. место             | 4. место                         | 2                                | 0                                | 0                                | 2                                | 4                                | 7                                | 8                                                 | 6                                                 | 1                                                 | 1                                                 | 15                                                | 5                                                 |
| 1980.                            | Није се квалификовала            | Није се квалификовала            | Није се квалификовала            | Није се квалификовала            | Није се квалификовала            | Није се квалификовала            | Није се квалификовала            | Није се квалификовала            | 6                                                 | 4                                                 | 0                                                 | 2                                                 | 14                                                | 6                                                 |
| 1984.                            | Групна фаза                      | 8. место                         | 3                                | 0                                | 0                                | 3                                | 2                                | 10                               | 6                                                 | 3                                                 | 2                                                 | 1                                                 | 12                                                | 11                                                |
| 1988.                            | Није се квалификовала            | Није се квалификовала            | Није се квалификовала            | Није се квалификовала            | Није се квалификовала            | Није се квалификовала            | Није се квалификовала            | Није се квалификовала            | 6                                                 | 4                                                 | 0                                                 | 2                                                 | 13                                                | 9                                                 |
| 1992.                            | Квалификовала се1                | Квалификовала се1                | Квалификовала се1                | Квалификовала се1                | Квалификовала се1                | Квалификовала се1                | Квалификовала се1                | Квалификовала се1                | 8                                                 | 7                                                 | 0                                                 | 1                                                 | 24                                                | 4                                                 |
| СР Југославија                   |                                  |                                  |                                  |                                  |                                  |                                  |                                  |                                  |                                                   |                                                   |                                                   |                                                   |                                                   |                                                   |
| 1996.                            | Суспендована2                    | Суспендована2                    | Суспендована2                    | Суспендована2                    | Суспендована2                    | Суспендована2                    | Суспендована2                    | Суспендована2                    | Суспендована2                                     | Суспендована2                                     | Суспендована2                                     | Суспендована2                                     | Суспендована2                                     | Суспендована2                                     |
| 2000.                            | Четвртфинале                     | 8. место                         | 4                                | 1                                | 1                                | 2                                | 8                                | 13                               | 8                                                 | 5                                                 | 2                                                 | 1                                                 | 18                                                | 8                                                 |
| Србија и Црна Гора               |                                  |                                  |                                  |                                  |                                  |                                  |                                  |                                  |                                                   |                                                   |                                                   |                                                   |                                                   |                                                   |
| 2004.                            | Није се квалификовала            | Није се квалификовала            | Није се квалификовала            | Није се квалификовала            | Није се квалификовала            | Није се квалификовала            | Није се квалификовала            | Није се квалификовала            | 8                                                 | 3                                                 | 3                                                 | 2                                                 | 11                                                | 11                                                |
| Србија                           |                                  |                                  |                                  |                                  |                                  |                                  |                                  |                                  |                                                   |                                                   |                                                   |                                                   |                                                   |                                                   |
| 2008.                            | Није се квалификовала            | Није се квалификовала            | Није се квалификовала            | Није се квалификовала            | Није се квалификовала            | Није се квалификовала            | Није се квалификовала            | Није се квалификовала            | 14                                                | 6                                                 | 6                                                 | 2                                                 | 22                                                | 11                                                |
| 2012.                            | Није се квалификовала            | Није се квалификовала            | Није се квалификовала            | Није се квалификовала            | Није се квалификовала            | Није се квалификовала            | Није се квалификовала            | Није се квалификовала            | 10                                                | 4                                                 | 3                                                 | 3                                                 | 13                                                | 12                                                |
| 2016.                            | Није се квалификовала            | Није се квалификовала            | Није се квалификовала            | Није се квалификовала            | Није се квалификовала            | Није се квалификовала            | Није се квалификовала            | Није се квалификовала            | 8                                                 | 2                                                 | 1                                                 | 5                                                 | 8                                                 | 13                                                |
| 2020.                            | Није се квалификовала            | Није се квалификовала            | Није се квалификовала            | Није се квалификовала            | Није се квалификовала            | Није се квалификовала            | Није се квалификовала            | Није се квалификовала            | 10                                                | 5                                                 | 3                                                 | 2                                                 | 20                                                | 19                                                |
| 2024.                            | Групна фаза                      | 19. место                        | 3                                | 0                                | 2                                | 1                                | 1                                | 2                                | 8                                                 | 4                                                 | 2                                                 | 2                                                 | 15                                                | 9                                                 |
| Укупно                           | 6/17                             | 0 титула                         | 17                               | 3                                | 4                                | 10                               | 23                               | 41                               | 122                                               | 64                                                | 30                                                | 28                                                | 221                                               | 137                                               |

Напомене:
1 Квалификовала се, али јој није било дозвољено да учествује због санкција током Југословенских ратова. Данска, која је завршила друга у квалификационој групи СФР Југославије, учествовала уместо ње и на крају освојила првенство.
2 Забрањено учешће због санкција.

### Лига нација
Србија у УЕФА Лиги нација
| Рекорди у УЕФА Лиги нација | Рекорди у УЕФА Лиги нација | Рекорди у УЕФА Лиги нација | Рекорди у УЕФА Лиги нација | Рекорди у УЕФА Лиги нација | Рекорди у УЕФА Лиги нација | Рекорди у УЕФА Лиги нација | Рекорди у УЕФА Лиги нација | Рекорди у УЕФА Лиги нација | Рекорди у УЕФА Лиги нација | Рекорди у УЕФА Лиги нација |
| Сезона                     | Лига                       | Група                      | ИГ                         | П                          | Н                          | И                          | ГД                         | ГП                         | П/И                        | Поз.                       |
| -------------------------- | -------------------------- | -------------------------- | -------------------------- | -------------------------- | -------------------------- | -------------------------- | -------------------------- | -------------------------- | -------------------------- | -------------------------- |
| 2018/19.                   | Ц                          | 4                          | 6                          | 4                          | 2                          | 0                          | 11                         | 4                          | Раст                       | 27.                        |
| 2020/21.                   | Б                          | 3                          | 6                          | 1                          | 3                          | 2                          | 9                          | 7                          | Same position              | 27.                        |
| 2022/23.                   | Б                          | 4                          | 6                          | 4                          | 1                          | 1                          | 13                         | 5                          | Раст                       | 19.                        |
| Укупно                     | Укупно                     | Укупно                     | 18                         | 9                          | 6                          | 3                          | 33                         | 16                         |                            |                            |

### Освојене медаље
| Такмичење          | Злато | Сребро | Бронза | Укупно |
| Светско првенство  | 0     | 0      | 0      | 0      |
| Олимпијске игре    | 1     | 3      | 1      | 5      |
| Европско првенство | 0     | 2      | 0      | 2      |
| Медитеранске игре  | 0     | 0      | 0      | 0      |
| Укупно             | 1     | 5      | 1      | 7      |

Све медаље је освојила репрезентација СФР Југославије (1946—1992)

## Селектори

### Списак
| Година                                                                                   | Име                                                                                               |
| ---------------------------------------------------------------------------------------- | ------------------------------------------------------------------------------------------------- |
| Краљевина Југославија (1920—1941) СФР Југославија (1946—1992) СР Југославија (1992—2003) |                                                                                                   |
| 1920—2003.                                                                               | Списак селектора фудбалске репрезентације Краљевине Југославије, СФР Југославије и СР Југославије |
| Србија и Црна Гора (2003—2006)                                                           |                                                                                                   |
| 2003.                                                                                    | Дејан Савићевић                                                                                   |
| 2003—2006                                                                                | Илија Петковић                                                                                    |
| Србија (2006—)                                                                           |                                                                                                   |
| 2006—2007.                                                                               | Хавијер Клементе                                                                                  |
| 2007—2008.                                                                               | Мирослав Ђукић                                                                                    |
| 2008—2010.                                                                               | Радомир Антић                                                                                     |
| 2010—2011.                                                                               | Владимир Петровић Пижон                                                                           |
| 2012—2013.                                                                               | Синиша Михајловић                                                                                 |
| 2014.                                                                                    | Дик Адвокат                                                                                       |
| 2014—2016.                                                                               | Радован Ћурчић                                                                                    |
| 2016—2017.                                                                               | Славољуб Муслин                                                                                   |
| 2018—2019.                                                                               | Младен Крстајић                                                                                   |
| 2019—2020.                                                                               | Љубиша Тумбаковић                                                                                 |
| 2021—                                                                                    | Драган Стојковић                                                                                  |

- Радован Ћурчић био је привремени носилац дужности селектора од 2011—2012.
- Љубинко Друловић био је вршилац дужности селектора 2014.
- Младен Крстајић био је вршилац дужности селектора 2017.
- Илија Столица био је вршилац дужности селектора 2021.

### Статистика
Ажурирано 25. марта 2024.
| Селектор                  | Мандат     | Учинак       | Учинак    | Учинак    | Учинак     | Учинак          | Учинак          | Учинак          | Важнија такмичења                                                               |
| ------------------------- | ---------- | ------------ | --------- | --------- | ---------- | --------------- | --------------- | --------------- | ------------------------------------------------------------------------------- |
| Селектор                  | Мандат     | Бр. утакмица | Побеђених | Нерешених | Изгубљених | Постотак победа | Постотак ремија | Постотак пораза | Важнија такмичења                                                               |
| Драган Стојковић          | 2021—      | 37           | 21        | 7         | 9          | 56,75           | 18,91           | 24,32           | Светско првенство 2022 — квалификовала се; групна фаза Европско првенство 2024. |
| Илија Столица             | 2021.      | 2            | 0         | 2         | 0          | 0               | 100,00          | 0               |                                                                                 |
| Љубиша Тумбаковић         | 2019—2020. | 14           | 6         | 5         | 3          | 42,86           | 35,71           | 21,43           | Европско првенство 2020 — није се квалификовала                                 |
| Младен Крстајић           | 2017—2019. | 19           | 9         | 5         | 5          | 47,36           | 26,32           | 26,32           | Светско првенство 2018 — квалификовала се; групна фаза                          |
| Славољуб Муслин           | 2016—2017. | 15           | 8         | 5         | 2          | 53,33           | 33,33           | 13,33           | Светско првенство 2018 — квалификовала се; групна фаза                          |
| Радован Ћурчић            | 2014—2016. | 11           | 5         | 0         | 6          | 45,45           | 0,00            | 55,55           | Европско првенство 2016 — није се квалификовала                                 |
| Дик Адвокат               | 2014.      | 4            | 0         | 2         | 2          | 0,00            | 50,00           | 50,00           | Европско првенство 2016 — није се квалификовала                                 |
| Љубинко Друловић          | 2014.      | 4            | 2         | 1         | 1          | 50.00           | 25.00           | 25.00           |                                                                                 |
| Синиша Михајловић         | 2012—2013. | 19           | 7         | 4         | 8          | 36,84           | 21,05           | 42,10           | Светско првенство 2014 — није се квалификовала                                  |
| Радован Ћурчић            | 2011—2012. | 5            | 2         | 1         | 2          | 40,00           | 20,00           | 40,00           |                                                                                 |
| Владимир Петровић         | 2010—2011. | 13           | 5         | 3         | 5          | 38,46           | 23,08           | 38,46           | Европско првенство 2012 — није се квалификовала                                 |
| Радомир Антић             | 2008—2010. | 28           | 17        | 3         | 8          | 60,71           | 10,71           | 28,57           | Светско првенство 2010 — квалификовала се; групна фаза                          |
| Мирослав Ђукић            | 2007—2008. | 5            | 0         | 2         | 3          | 0,00            | 40,00           | 60,00           |                                                                                 |
| Хавијер Клементе          | 2006—2007. | 16           | 7         | 7         | 2          | 43,75           | 43,75           | 12,50           | Европско првенство 2008 — није се квалификовала                                 |
| Илија Петковић            | 2003—2006. | 30           | 11        | 10        | 9          | 36,66           | 33,33           | 30,00           | Светско првенство 2006 – квалификовала се; групна фаза                          |
| Дејан Савићевић           | 2001—2003. | 17           | 4         | 3         | 10         | 23,53           | 17,65           | 58,82           | Европско првенство 2004 — није се квалификовала                                 |
| Бошков—Ћурковић—Савићевић | 2001       | 8            | 4         | 2         | 2          | 50,00           | 25,00           | 25,00           | Светско првенство 2002 — није се квалификовала                                  |
| Милован Ђорић             | 2001.      | 3            | 0         | 2         | 1          | 0,00            | 66,66           | 33,33           | Светско првенство 2002 — није се квалификовала                                  |
| Илија Петковић            | 2000—2001. | 4            | 2         | 1         | 1          | 50,00           | 25,00           | 25,00           |                                                                                 |
| Вујадин Бошков            | 1999—2000. | 15           | 6         | 5         | 4          | 40,00           | 33,33           | 26,66           | Европско првенство 2000 — квалификовала се; четвртфинале                        |
| Милан Живадиновић         | 1998—1999. | 6            | 3         | 2         | 1          | 50,00           | 33,33           | 16,66           |                                                                                 |
| Слободан Сантрач          | 1994—1998. | 43           | 26        | 10        | 7          | 60,46           | 23,25           | 16,28           | Светско првенство 1998 — квалификовала се; осмина финала                        |
|                           | Укупно     | 301          | 137       | 79        | 85         | 45,51           | 26,25           | 28,24           | 6/13                                                                            |

За пређашње репрезентације (пре 1992) видети: Списак селектора фудбалске репрезентације Југославије

## Стручни штаб
Ажурирано 19. новембра 2023.
| - Селектор: Драган Стојковић - Помоћни тренер: Горан Ђоровић - Помоћни тренер: Братислав Живковић - Тренер голмана: Горан Чумић - Кондициони тренер: Кацушито Киноши - Тренер-аналитичар: Небојша Стаменковић - Менаџер тима: Немања Филиповић - Спортски директор: Стеван Стојановић |

## Тренутни састав
| Предраг Рајковић                   | 31. октобар 1995.   | 28 | 0  | Мајорка          |
| Марко Дмитровић                    | 24. јануар 1992.    | 19 | 0  | Севиља           |
| Марко Илић                         | 3. фебруар 1998.    | 1  | 0  | Кортријк         |
| Вања Милинковић-Савић              | 20. фебруар 1997.   | 9  | 0  | Торино           |
| Одбрамбени играчи                  |                     |    |    |                  |
| Стефан Митровић (заменик капитена) | 22. мај 1990.       | 35 | 0  | Хетафе           |
| Никола Миленковић                  | 12. октобар 1997.   | 40 | 3  | Фјорентина       |
| Матија Настасић                    | 28. март 1993.      | 34 | 0  | Мајорка          |
| Милош Вељковић                     | 26. септембар 1995. | 23 | 0  | Вердер Бремен    |
| Страхиња Павловић                  | 24. мај 2001.       | 24 | 2  | Ред бул Салцбург |
| Алекса Терзић                      | 17. август 1999.    | 5  | 0  | Фјорентина       |
| Филип Младеновић                   | 15. август 1991.    | 21 | 1  | Панатинаикос     |
| Срђан Бабић                        | 22. април 1996.     | 3  | 0  | Алмерија         |
| Страхиња Ераковић                  | 22. јануар 2001.    | 2  | 0  | Зенит            |
| Ерхан Машовић                      | 22. новембар 1998.  | 2  | 0  | Бохум            |
| Играчи средине терена              |                     |    |    |                  |
| Михаило Ристић                     | 31. октобар 1995.   | 7  | 0  | Бенфика          |
| Саша Лукић                         | 13. август 1996.    | 34 | 2  | Фулам            |
| Урош Рачић                         | 17. март 1998.      | 9  | 0  | Брага            |
| Немања Максимовић                  | 26. јануар 1995.    | 42 | 0  | Хетафе           |
| Немања Гудељ                       | 16. новембар 1991.  | 51 | 1  | Севиља           |
| Немања Радоњић                     | 15. фебруар 1996.   | 38 | 5  | Торино           |
| Душан Тадић (капитен)              | 20. новембар 1988.  | 93 | 20 | Фенербахче       |
| Сергеј Милинковић Савић            | 27. фебруар 1995.   | 38 | 7  | Ел Хилал         |
| Филип Ђуричић                      | 30. јануар 1992.    | 38 | 5  | Панатинаикос     |
| Дарко Лазовић                      | 15. септембар 1990. | 28 | 0  | Верона           |
| Иван Илић                          | 17. март 2001.      | 7  | 0  | Верона           |
| Филип Костић                       | 1. новембар 1992.   | 51 | 3  | Јувентус         |
| Стефан Митровић                    | 15. август 2002.    | 1  | 0  | Црвена звезда    |
| Нападачи                           |                     |    |    |                  |
| Александар Митровић                | 16. септембар 1994. | 78 | 51 | Ел Хилал         |
| Лука Јовић                         | 23. децембар 1997.  | 29 | 10 | Милан            |
| Душан Влаховић                     | 28. јануар 2000.    | 18 | 9  | Јувентус         |

## Статистика играча
Ажурирано 12. октобра 2024.
Играчи чија је име и презиме подебљано још играју за Србију.

### Највише одиграних утакмица
| Највише утакмица |                     |                         |          |        |
| #                | Име и презиме       | Године у репрезентацији | Утакмице | Голови |
| 1                | Душан Тадић         | 2008—2024.              | 111      | 23     |
| 2                | Бранислав Ивановић  | 2005—2018.              | 105      | 13     |
| 3                | Дејан Станковић     | 1998—2013.              | 103      | 15     |
| 4                | Саво Милошевић      | 1994—2008.              | 102      | 37     |
| 5                | Александар Митровић | 2013—                   | 100      | 62     |
| 6                | Александар Коларов  | 2008—2020.              | 94       | 11     |
| 7                | Драган Џајић        | 1964—1979.              | 85       | 23     |
| 8                | Драган Стојковић    | 1983—2001.              | 84       | 15     |
| 8                | Владимир Стојковић  | 2006—2018.              | 84       | 0      |
| 10               | Зоран Тошић         | 2007—2016.              | 76       | 11     |

### Највише постигнутих голова
| Највише голова |                     |                         |        |          |        |
| #              | Име и презиме       | Године у репрезентацији | Голови | Утакмице | Просек |
| 1              | Александар Митровић | 2013—                   | 62     | 100      | 0,62   |
| 2              | Стјепан Бобек       | 1946—1956.              | 38     | 63       | 0,60   |
| 3              | Милан Галић         | 1959—1965.              | 37     | 51       | 0,72   |
| 3              | Благоје Марјановић  | 1926—1938.              | 37     | 58       | 0,64   |
| 3              | Саво Милошевић      | 1994—2008.              | 37     | 102      | 0,36   |
| 6              | Рајко Митић         | 1946—1957.              | 32     | 59       | 0,54   |
| 7              | Душан Бајевић       | 1970—1977.              | 29     | 37       | 0,78   |
| 8              | Тодор Веселиновић   | 1953—1961.              | 28     | 37       | 0,76   |
| 9              | Предраг Мијатовић   | 1989—2003.              | 27     | 73       | 0,37   |
| 10             | Боривоје Костић     | 1956—1964.              | 26     | 33       | 0,79   |

### Капитени (од 1994)
| Година     | Име                 | Такмичења на којима је био капитен               |
| ---------- | ------------------- | ------------------------------------------------ |
| 1994—2001. | Драган Стојковић    | Светско првенство 1998, Европско првенство 2000. |
| 2001—2003. | Предраг Мијатовић   | —                                                |
| 2003—2006. | Саво Милошевић      | Светско првенство 2006.                          |
| 2006—2011. | Дејан Станковић     | Светско првенство 2010.                          |
| 2011.      | Никола Жигић        | —                                                |
| 2012—2018. | Бранислав Ивановић  | —                                                |
| 2018—2021. | Александар Коларов  | Светско првенство 2018.                          |
| 2021—2024. | Душан Тадић         | Светско првенство 2022, Европско првенство 2024. |
| 2024—      | Александар Митровић |                                                  |

## Галерија
- Александар Тирнанић је играо на Светском првенству 1930. и био је селектор репрезентације од 1953. до 1960.
- Рајко Митић је наступао за репрезентацију у раздобљу 1946—1957.
- Стјепан Бобек је до 2021. г. био најбољи стрелац националног тима с постигнутих 38 голова.
- Милан Галић је одиграо 51 утакмицу и постигао је 37 голова.
- Велибор Васовић је био одбрамбени играч који је играо за репрезентацију од 1961. до 1966.
- Драгана Џајића многи сматрају најбољим фудбалером у историји југословенског фудбала
- Драган Стојковић играо је 18 година за национални тим .
- Дејан Савићевић, играо за национални тим од 1986. до 1999. године, а водио га од 2001. до 2003.
- Предраг Мијатовић био је најбољи стрелац квалификација за Светско првенство 1998. године, са 14 постигнутих голова.
- Синиша Михајловић одиграо је 63 утакмице за национални тим од 1993. до 2003. године, а водио репрезентацију током квалификација за Светско првенство 2014.
- Саво Милошевић је одиграо 102 утакмице и постигао је 37 голова за национални тим, а освојио је Златну копачку на Европском првенству 2000. године
- Дарко Ковачевић одиграо је 59 утакмица и постигао 10 голова од 1994. до 2004. године.
- Дејан Станковић је српски фудбалер који је освојио највише трофеја у каријери; био је део репрезентације на три Светска и једном Европском првенству.
- Матеја Кежман је био најбољи стрелац Србије и Црне Горе у квалификацијама за Светско првенство 2006.
- Немања Видић је одиграо 56 мечева и био је члан репрезентације на два Мундијала.
- Бранислав Ивановић је други играч по броју наступа за репрезентацију Србије (105 наступа).
- Александар Коларов је 94 пута носио дрес националног тима и био је капитен репрезентације на Мундијалу из 2018.
- Голман Владимир Стојковић највише је пута наступао на тој позицији за репрезентацију.
- Немања Матић је наступао за селекцију 11 година (од 2008. до 2019).
- Душан Тадић је играч са највише одиграних утакмица за репрезентацију.
- Александар Митровић је 2021. г. успео да претекне Бобека по броју постигнутих голова и постао је најбољи стрелац у историји за национални тим.